# Cezary Nawrot
Cezary Nawrot (ur. 12 lipca 1931 w Siemianowicach Śląskich, zm. 14 czerwca 2004 w Warszawie) – polski projektant wzornictwa przemysłowego, inżynier mechanik, konstruktor samochodowy. Pionier nowoczesnego designu motoryzacyjnego w Polsce. Poza samochodami nadawał formę innym środkom transportu, maszynom i urządzeniom oraz sprzętowi AGD. Profesor i wykładowca Akademii Sztuk Pięknych w Warszawie oraz Akademii Sztuk Pięknych im. Władysława Strzemińskiego w Łodzi.

## Życiorys

### Młodość
Od dzieciństwa był zafascynowany motoryzacją. Jak sam wspominał od kiedy pamięta rysował jakieś samochody. Po maturze wyjechał z rodzinnych Siemianowic by studiować na Wydziale Samochodów i Ciągników Politechniki Warszawskiej, gdzie uzyskał magisterium w 1956 roku.

### Nadzieja odwilży - pierwsza praca w FSO

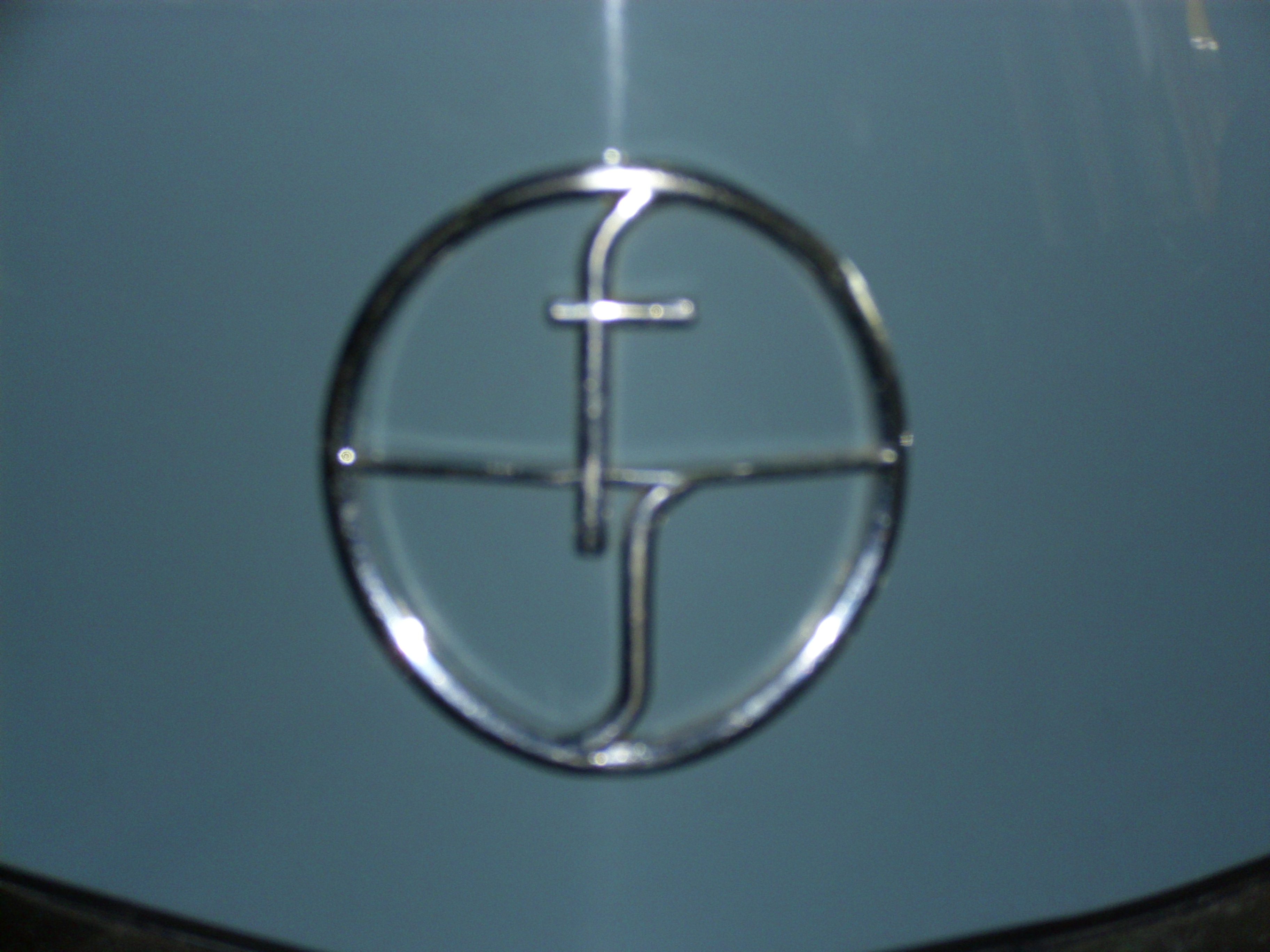
Logotyp FSO powstały w 1956 roku

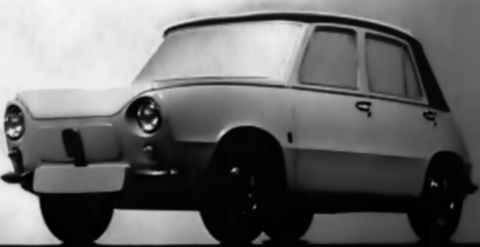
Studium samochodu popularnego FSO z 1957 roku

W tym samym roku podjął pracę w Fabryce Samochodów Osobowych w Warszawie (FSO) jako konstruktor i projektant. Przypisywane jest mu nadanie ostatecznej formy najbardziej znanemu logotypowi fabryki powstałemu w 1956 roku. Karol Pionnier, szef Działu Głównego Konstruktora (DGK) FSO, od początku widział wielki potencjał w utalentowanym plastycznie młodym inżynierze, powierzając jemu, a nie prof. Stanisławowi Panczakiewiczowi, prace studialne nad planowanymi po wdrożeniu Syreny wersjami pochodnymi i rozwojowymi samochodu małolitrażowego. W okresie czterech lat Nawrot przedstawił studium nadwoziowe docelowego samochodu popularnego w skali 1:5 (1957), w pełni funkcjonalne studium Syrena Sport z nadwoziem z laminatu szklano-epoksydowego (maj 1960) i prototyp małego samochodu użytkowego Syrena Mikrobus również z elementami laminatowymi nadwozia (październik 1960).

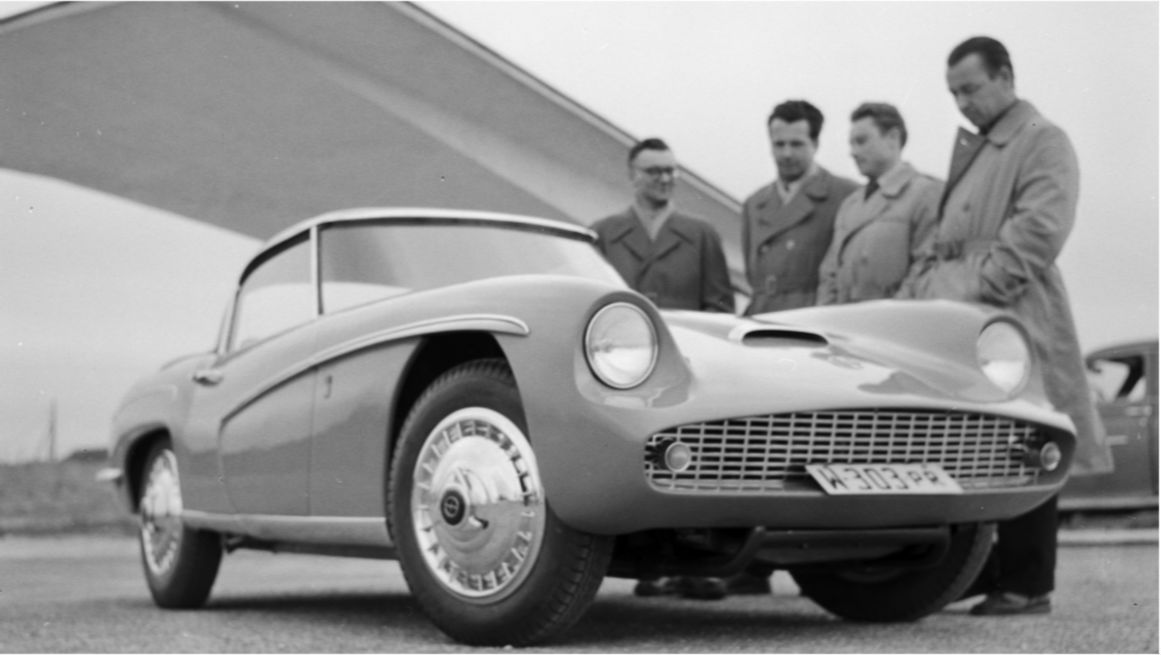
Syrena Sport i jej twórcy na torze doświadczalnym FSO. Od lewej: konstruktor Stanisław Łukaszewicz, twórca silnika Władysław Skoczyński, projektant Cezary Nawrot, kierowca doświadczalny Ryszard Brenek.

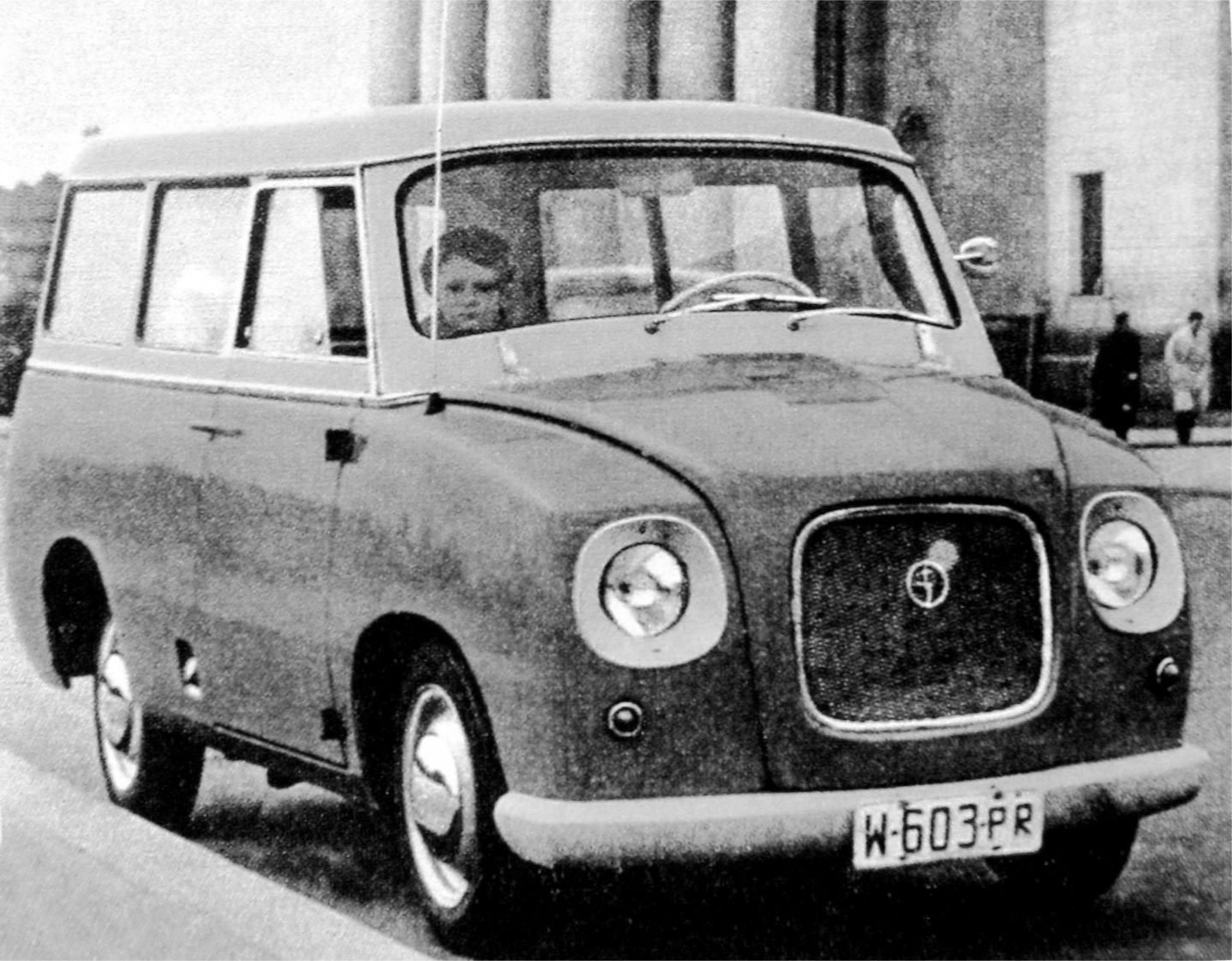
Syrena Mikrobus

W tym okresie Nawrot najściślej współpracował z utalentowanym konstruktorem, kierownikiem Biura Konstrukcji Nadwozi DGK, inż. Stanisławem Łukaszewiczem i wprowadzającym nowatorską technologię tworzyw sztucznych szefem modelarni prototypowni DGK inż. Władysławem Kolasą. To czas krystalizowania się jego poglądów na podział kompetencji między projektantem, konstruktorem i technologiem w procesie twórczym. Laminat był później chętnie stosowany przez Nawrota jako tworzywo projektu.
Równolegle i po odejściu Pionniera z FSO w 1960 roku Cezary Nawrot zaprojektował wiele elementów wystroju produkowanych samochodów, które stały się podstawą pierwszych liftingów ich nadwozi. W tym roku gotowy był prototyp głębokiej modernizacji Syreny określanej jako dziesięciotysięczna (od planowanej skali produkcji rocznej) lub model 104. Poza m.in. nowymi kloszami tylnych świateł, klamkami (niewdrożonymi ze względu na wycofanie się fabryki z odwrócenia kierunku otwierania drzwi) auto posiadało zmienioną atrapę chłodnicy z kratą wycinaną wykrawarką krokową, która stała się rodzajem dyskretnego podpisu projektanta. Ten detal posiada Syrena Sport, seryjna Syrena 103 wprowadzona do produkcji w 1963 roku (i następne modele) oraz późniejszy lifting Warszawy.

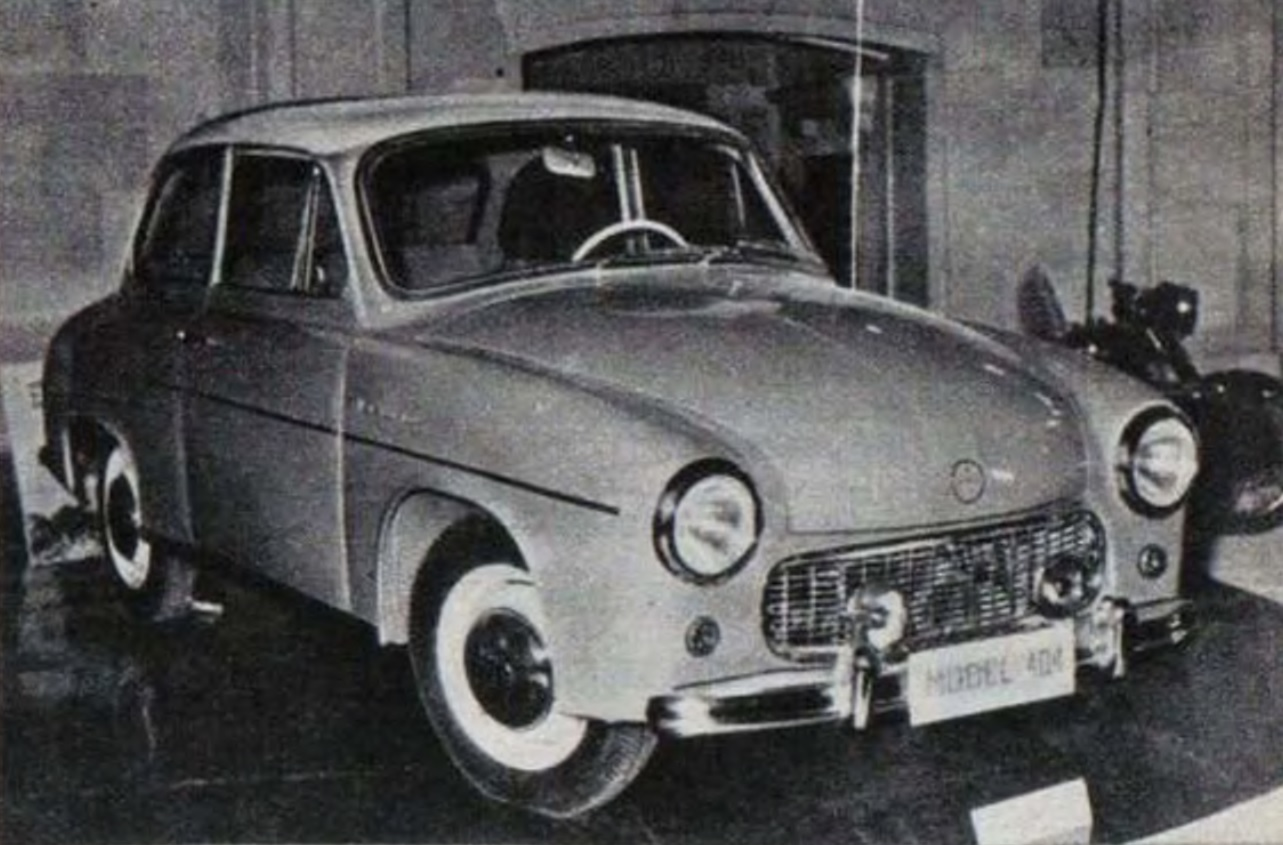
Prototyp Syreny 104 - zmodernizowana krata wlotu powietrza
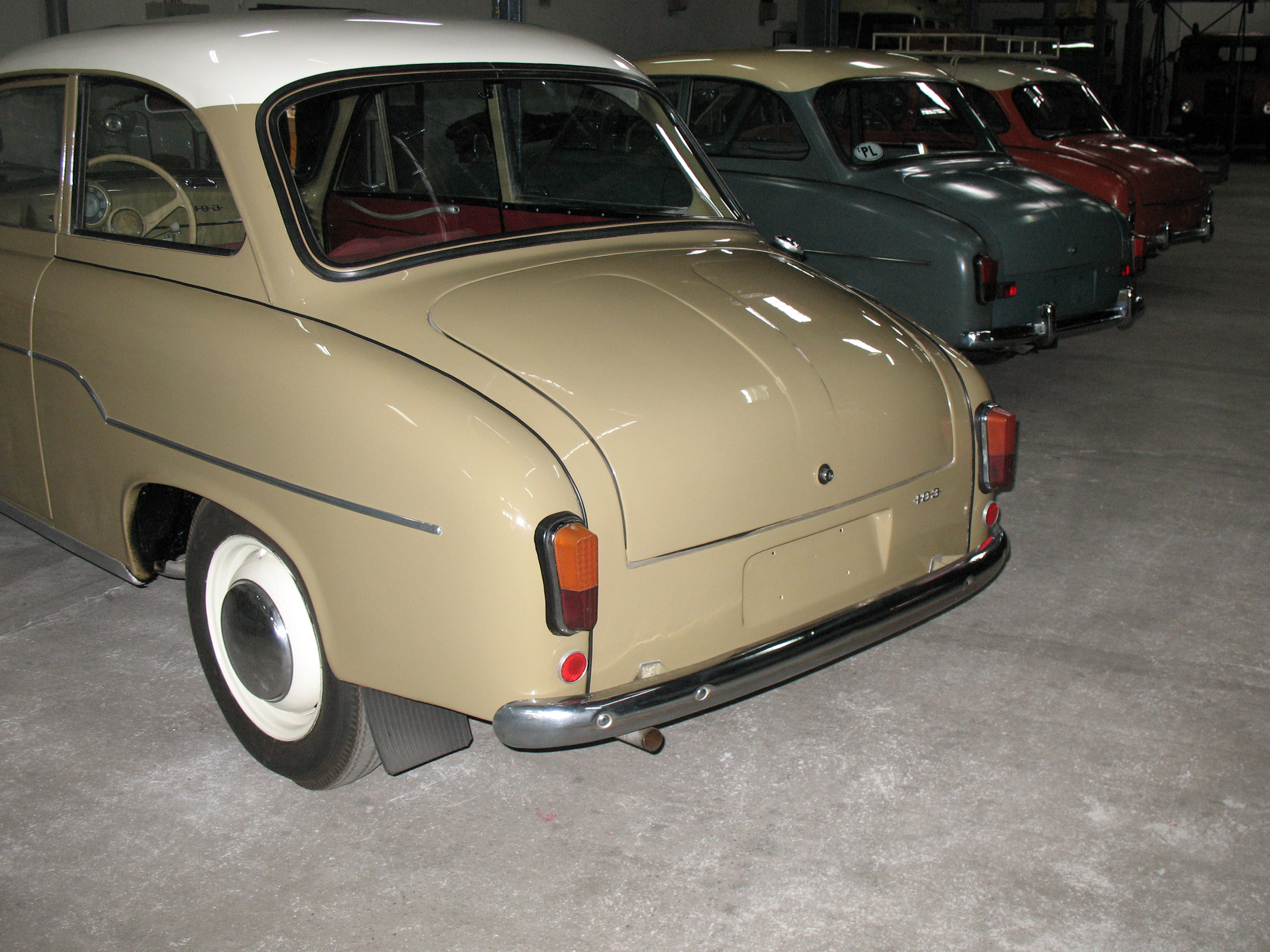
Klosz zespolonej tylnej lampy w seryjnym modelu 103
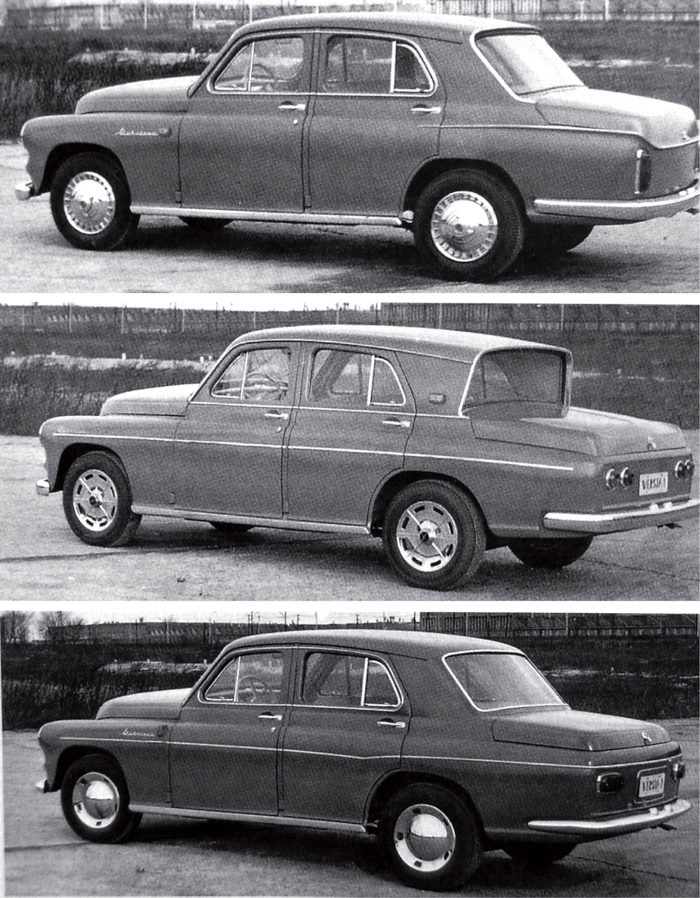
Trzy wersje przyszłego nadwozia sedan Warszawy
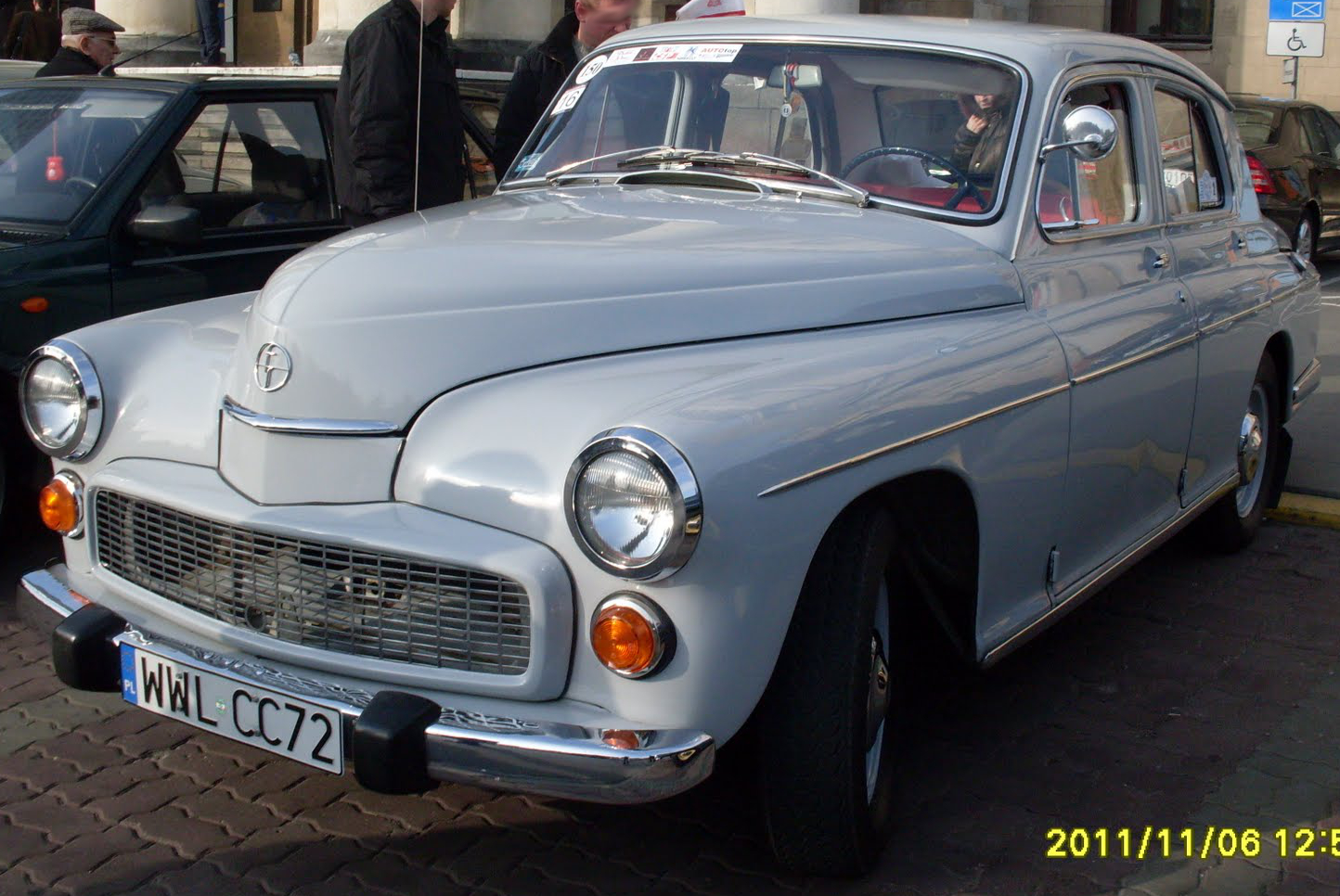
Zmodernizowany przód Warszawy
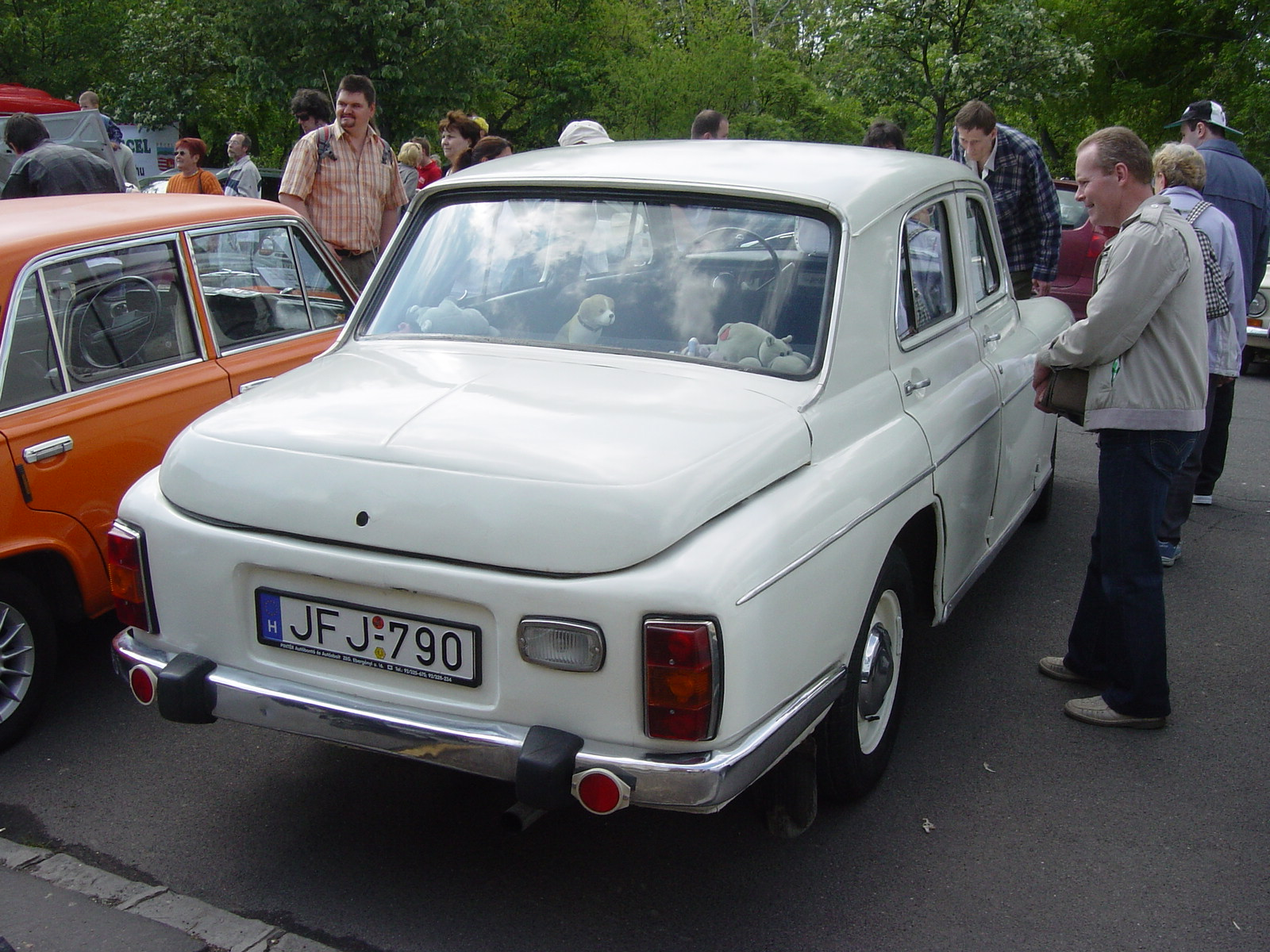
Tył zmodernizowanego nadwozia sedan Warszawy
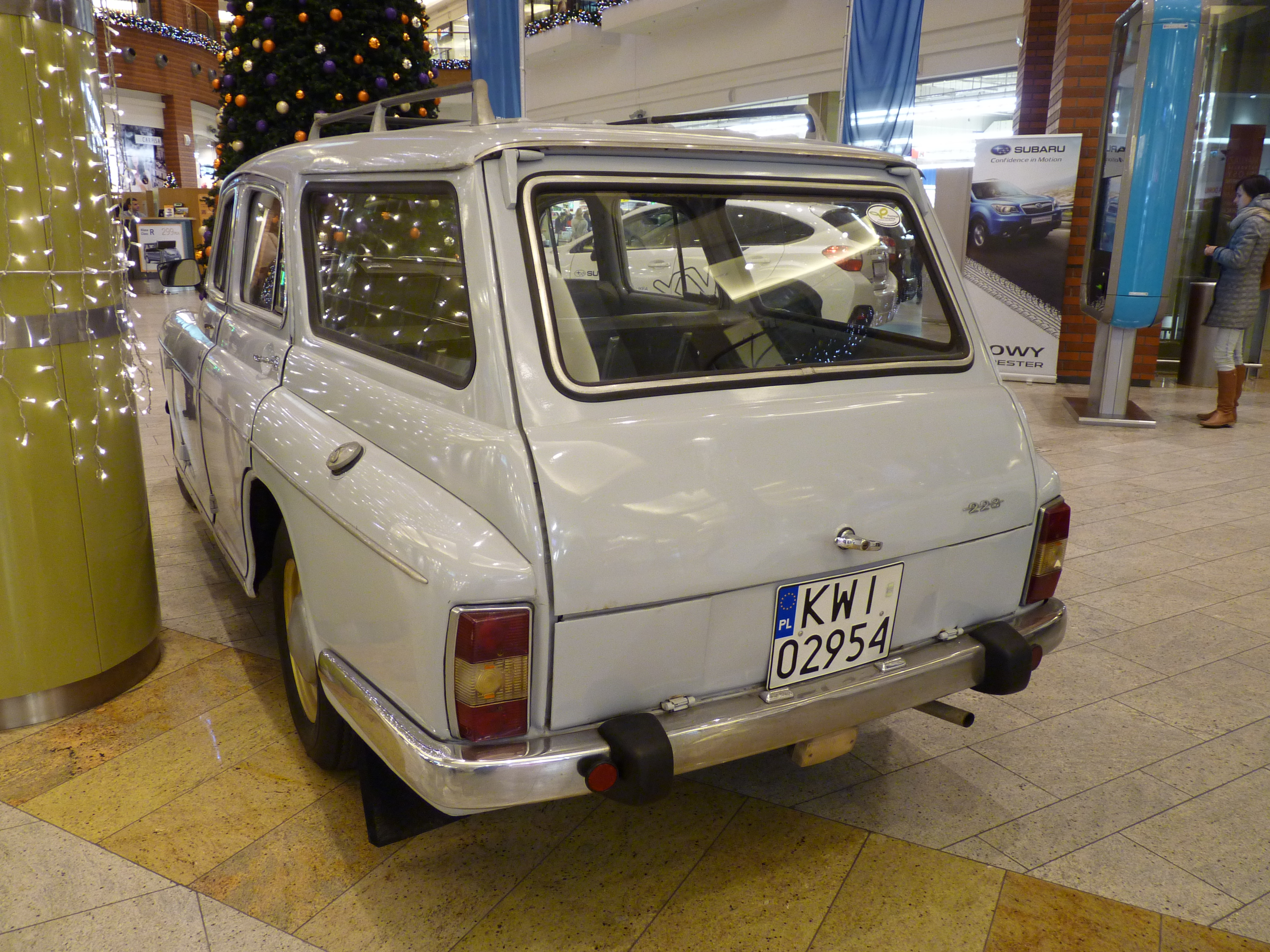
Nadwozie kombi Warszawy

Sztandarowy produkt FSO wymagał gruntownego odświeżenia po tym, gdy po zmianie szefa DGK fabryka wycofała się z wdrożenia zamówionych przez Pionniera w Carrozzeria Ghia nowych nadwozi dla Warszawy. Do 1961 roku Nawrot stworzył trzy nadwozia koncepcyjne zmieniające samochód bazowy w sedany o różnych rozwiązaniach stylistycznych (m.in. tylna szyba o ujemnym skosie w jednym z konceptów). Spośród nich wybrany został egzemplarz, który po dalszych poprawkach kosmetycznych posłużył jako podstawa do skonstruowania Warszawy 203/204. Poza wspominaną kratą wlotu powietrza w nowej atrapie chłodnicy projektant stworzył również m.in. nowe klosze lamp tylnych, stosowane też później w autobusach i samochodach dostawczych. Nawrot nadał również formę pochodnemu nadwoziu kombi 203-K/204-K. Obydwa auta weszły do produkcji już po odejściu projektanta z FSO w 1963 roku, sedan - rok a kombi - dwa lata później.

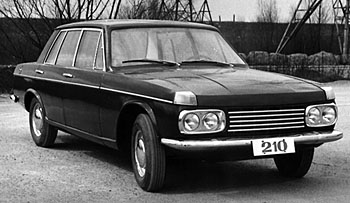
Warszawa 210 - przód

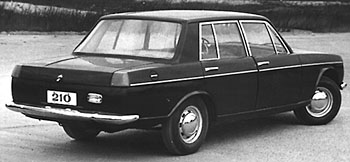
Klosze lamp w narożnikach bagażnika Warszawy 210 nawiązują do stylizacji niezrealizowanego projektu Carrozzeria Ghia

Ostatnim dużym przedsięwzięciem realizowanym przez Cezarego Nawrota w FSO było nadwozie i wnętrze Warszawy 210, która miała zastąpić dotychczasowe Warszawy, mocno już przestarzałe, konstrukcyjnie wywodzące się z licencji radzieckiej. Jako wzorzec konstrukcyjny posłużył Ford Falcon, jednak samonośne nadwozie narysowane przez Nawrota nie miało nic wspólnego z tym samochodem. Prace nad modelem ruszyły w 1961. Kierował nimi inż. Mirosław Górski. Mimo że bryła nadwozia została ukształtowana w modnej ówcześnie kanciastej stylistyce to w detalach, szczególnie - koncepcji kloszy tylnych lamp, widać aluzję do zaniechanego wdrożenia włoskiego nadwozia Warszawy pozostawioną przez projektanta. Samochód nawiązuje do pomysłów stylistycznych Ghii, jest następcą niezrealizowanego projektu a nie - swoich produkowanych seryjnie poprzedników. Pojazd został doprowadzony do fazy prototypu.
Konstruktorem nadwozi wszystkich projektów Nawrota w okresie pracy w FSO był Stanisław Łukaszewicz, dokumentację rysunkową sporządzał razem z projektantem Zygmunt Grochowski, który stał się regularnym współpracownikiem i współautorem przy późniejszych projektach Nawrota dla branży samochodowej.

### Regres małej stabilizacji - akademicka autonomia i rzeczy praktyczne
Dwa lata po rozpoczęciu pracy w żerańskiej fabryce Cezary Nawrot znalazł się również w gronie pracowników warszawskiej Akademii Sztuk Plastycznych. Uzdolniony artystycznie inżynier mechanik z pierwszymi praktycznymi doświadczeniami dizajnerskimi świetnie pasował do idei „metody integracyjnej”, zespołowego, interdyscyplinarnego projektowania form użytkowych, stworzonej przez Jerzego Sołtana, dziekana Wydziału Architektury Wnętrz tej uczelni a wcześniej organizatora Zakładów Artystyczno-Badawczych (ZAB) ASP. Niebawem, jeszcze pracując w FSO, z grupą projektantów związanych z Katedrą Form Przemysłowych wydziału Nawrot realizował zamówienia z przemysłu za pośrednictwem ZAB. W tym okresie brał m.in. udział w trzech przedsięwzięciach projektowych dotyczących restylingu i stworzenia następcy skutera Osa produkowanego przez Warszawską Fabrykę Motocykli (WFM). Powstały w zespole kierowanym przez Andrzeja J. Wróblewskiego prototyp WFM M-55, gotowy do dalszego wdrożenia, nie znalazł się w produkcji z powodu likwidacji fabryki.
W latach 1963–66 Cezary Nawrot kierował Pracownią Projektów Plastycznych Centralnej Wzorcowni Artykułów Powszechnego Użytku (CWAPU). Później przez pewien czas kontynuował współpracę z tą instytucją. Spośród projektów z tego okresu w produkcji znalazły się lampy dla Sosnowieckich Zakładów Przemysłu Terenowego i zegary - Metronu w Toruniu. Był też współautorem ostatecznie niezrealizowanych form maszyn, urządzeń i narzędzi.

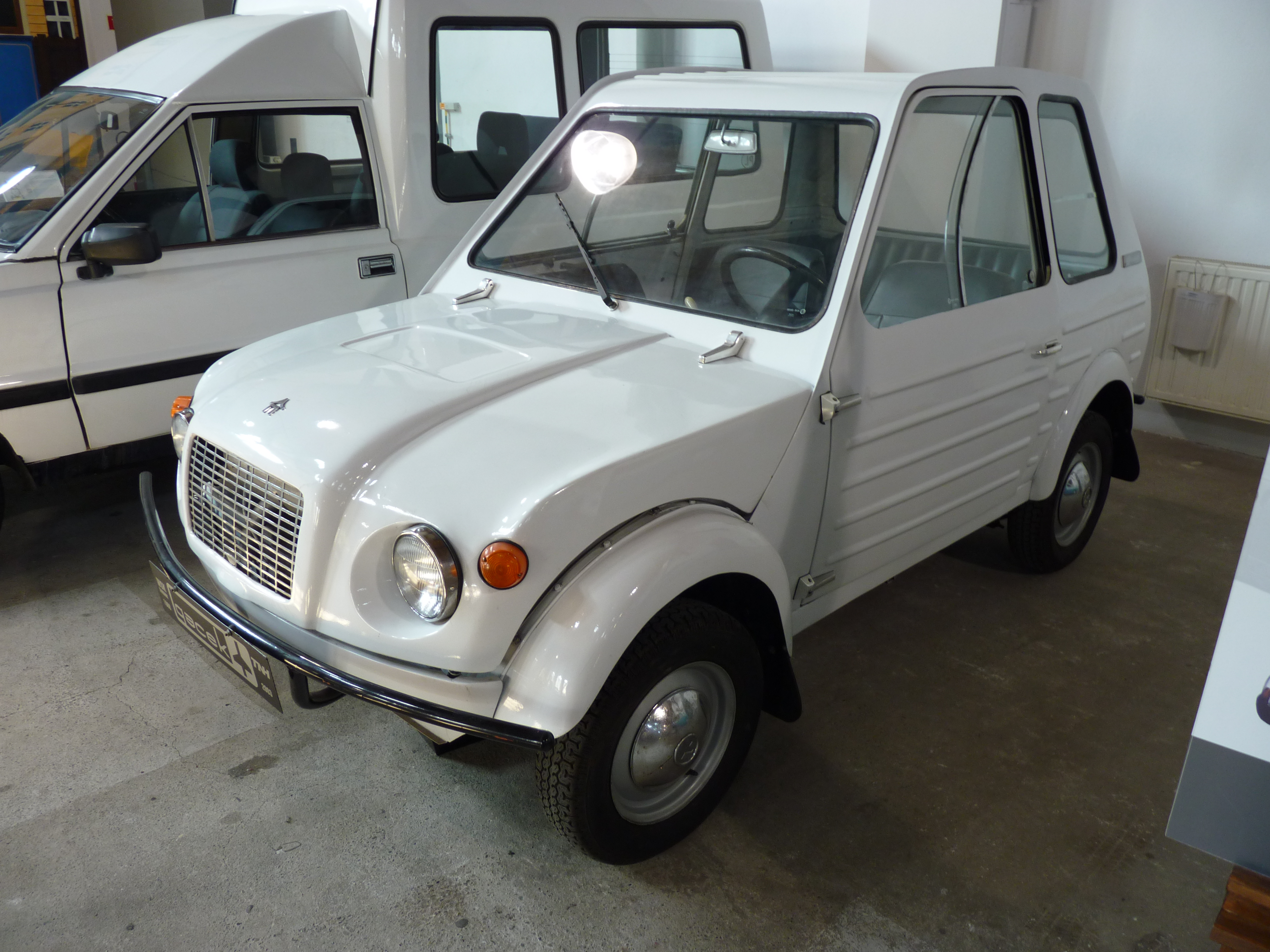
Pojazd inwalidzki Gacek

Jeszcze za pośrednictwem CWAPU Nawrot rozpoczął projektowanie dla Wytwórni Sprzętu Komunikacyjnego w Świdniku gdzie następnie do końca lat 60. kierował Biurem Wzornictwa. Zaprojektował m.in. wdrożoną do produkcji formę motocykla WSK M21 oraz jego dwie wersje pochodne i skuter Motanna, które pozostały prototypami. Podobny los spotkał pojazd inwalidzki W65.S65.N65 znany pod nieformalną nazwą Gacek stworzony z Zygmuntem Grochowskim i Stefanem Solikiem. Mimo że założenia projektowe auta ściśle określały jego funkcję, fabryka wiązała z nim plany wejścia na rynek nie ograniczony tylko do osób niepełnosprawnych. Nawrot stworzył szkice koncepcyjne kilku wersji użytkowych pojazdu, m.in. mikrofurgonu dostawczego. Był też współautorem dwóch patentów związanych ze specyfiką pojazdu: urządzenia umożliwiającego prowadzenie samochodu niepełnosprawnej osobie i konstrukcji obrotowej fotela ułatwiającej wsiadanie/przesiadanie się z wózka inwalidzkiego. Gotowy pojazd został zaprezentowany 10 maja 1969 w konstancińskim Centrum Rehabilitacji i uzyskał pozytywne oceny środowiska medycznego. Rok później drugi prototyp przeszedł badania homologacyjne w Instytucie Transportu Samochodowego uzyskując wysokie oceny funkcjonalności. Mimo tego pojazdu nie skierowano do produkcji seryjnej.
W latach 1970–71, do reorganizacji Instytutu Wzornictwa Przemysłowego, Cezary Nawrot kierował jego Zakładem Układów Asortymentowych, komórką zajmującą się programowaniem spójności całych grup i serii produktów.

### Iluzja rozwoju dekady gierkowskiej
Lata 70. to powrót Cezarego Nawrota do projektowania dla krajowego przemysłu samochodowego, który w oparciu o dotychczasowe zasoby technologiczne i zakupione licencje podjął szeroko zakrojone prace badawczo-rozwojowe. To również rozpoczęcie kreatywnej współpracy z Wojciechem Wybieralskim rozpoczynającym karierę designerską i naukową na warszawskiej ASP. Pod kierunkiem Nawrota w zespole z Krzysztofem Wodiczką powstaje forma rodziny pojazdów Muł. Przedsięwzięcie było kontynuacją prac prowadzonych w Biurze Konstrukcyjnym Przemysłu Motoryzacyjnego (BKPMot), mających na celu opracowanie lekkiego terenowego pojazdu do transportu ludzi i towarów w oparciu o napęd Syreny. BKPMot zamówił prace stylistyczne przez ZAB jako pojazd dla sektora rolniczego, jednak w podobieństwie do koncepcji austriackiego samochodu terenowego Haflinger widać wojskową inspirację przedsięwzięcia. Pojazd o analogicznej do Haflingera koncepcji pojawił się jeszcze raz w rysunkach Nawrota w roku 1974, tym razem oparty na napędzie Polskiego Fiata 126p, jako jeden z wielu projektów dla Ośrodka Badawczo-Rozwojowego Samochodów Małolitrażowych BOSMAL.
Współpraca Nawrota (kierującego projektami), Wybieralskiego i Grochowskiego z bielskim ośrodkiem rozpoczęła się od niezrealizowanej formy nowego wnętrza dla Syreny, której produkcję właśnie tam przeniesiono. Do produkcji trafił natomiast (z powodów technologicznych w mocno uproszczonej formie w stosunku do pierwotnego projektu) furgon osobowo-towarowy oparty na tym samochodzie, Syrena Bosto. Prototypem pozostała zaprojektowana w 1973 a zaprezentowana w 1974 roku dostawcza wersja Fiata 126p o nazwie BOMBEL z laminatową zabudową przestrzeni towarowej. Poza tę fazę projektu z 1975 roku nie wyszedł też Polski Fiat 126p Kombi zbudowany w jednym egzemplarzu w roku 1977.

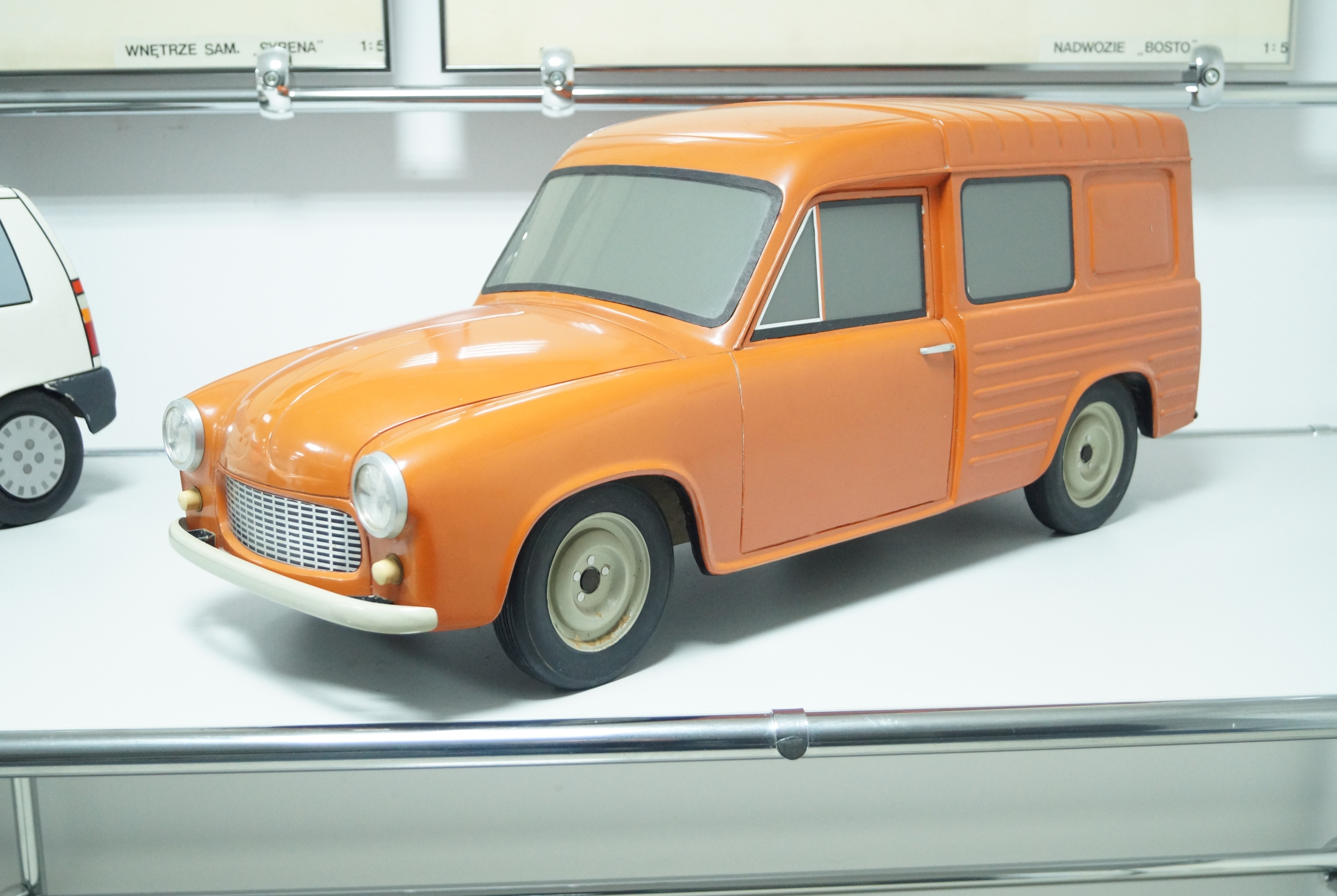
Model wczesnej wersji Syreny Bosto
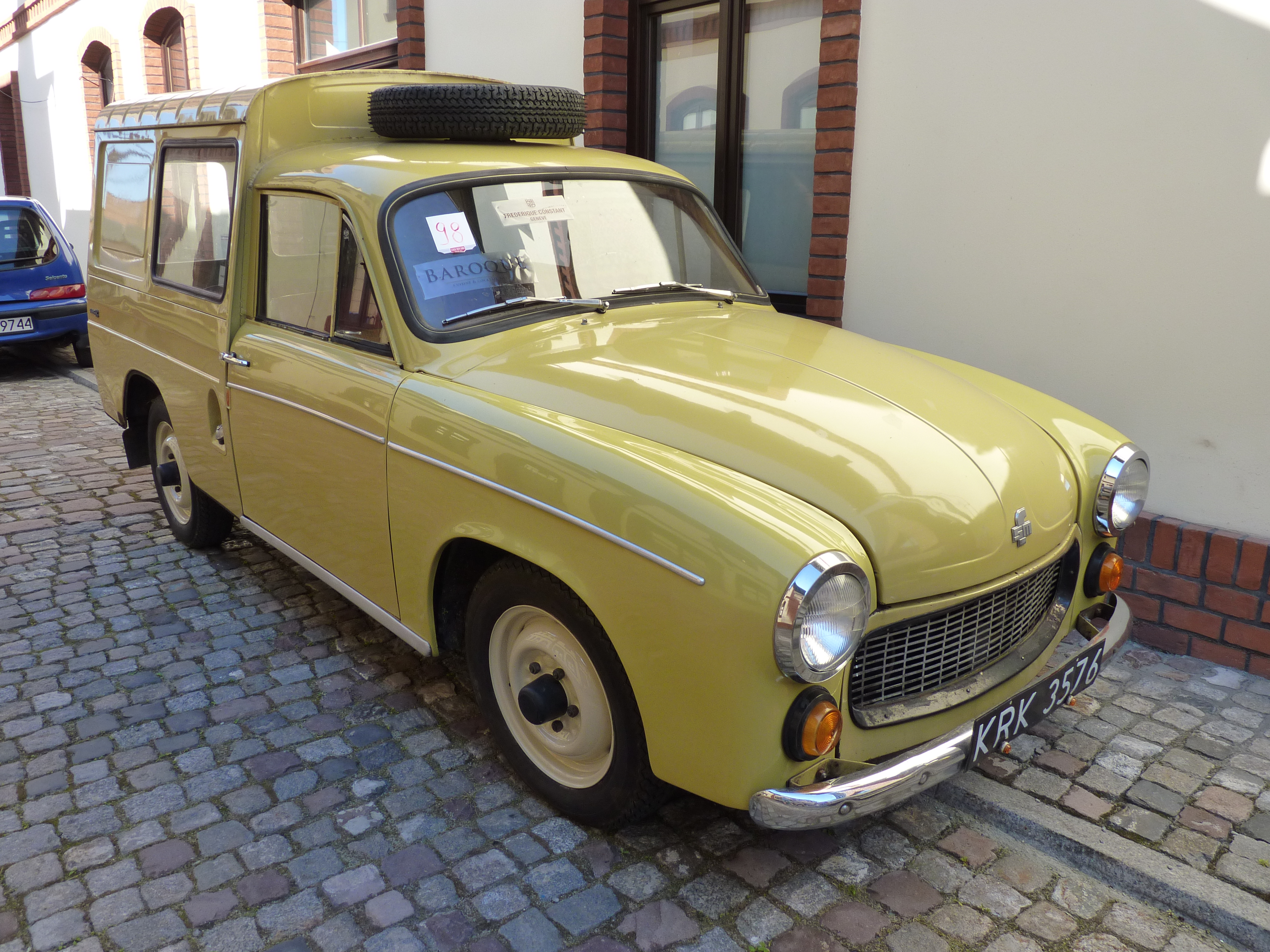
Syrena Bosto - przód
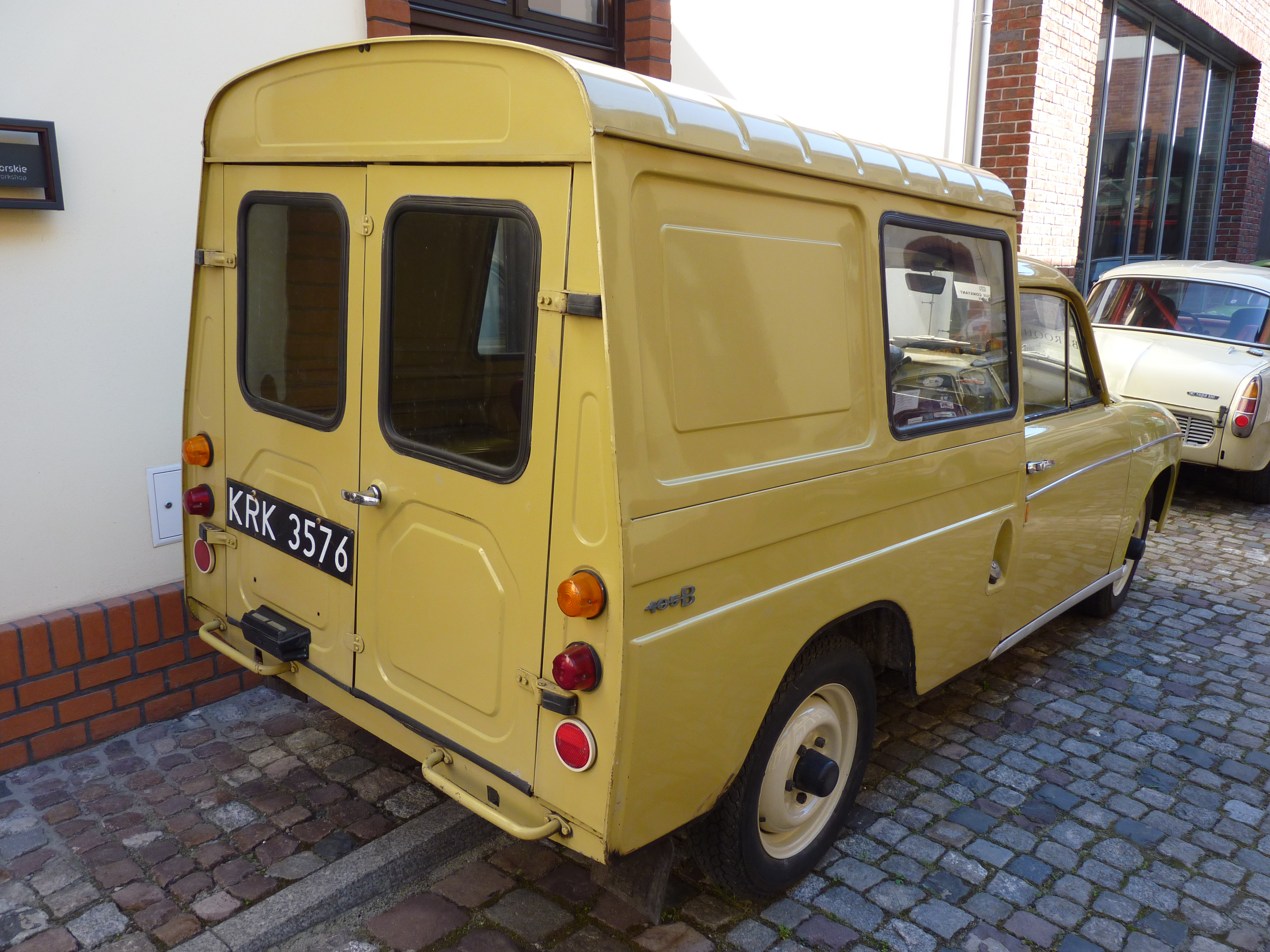
Syrena Bosto - tył
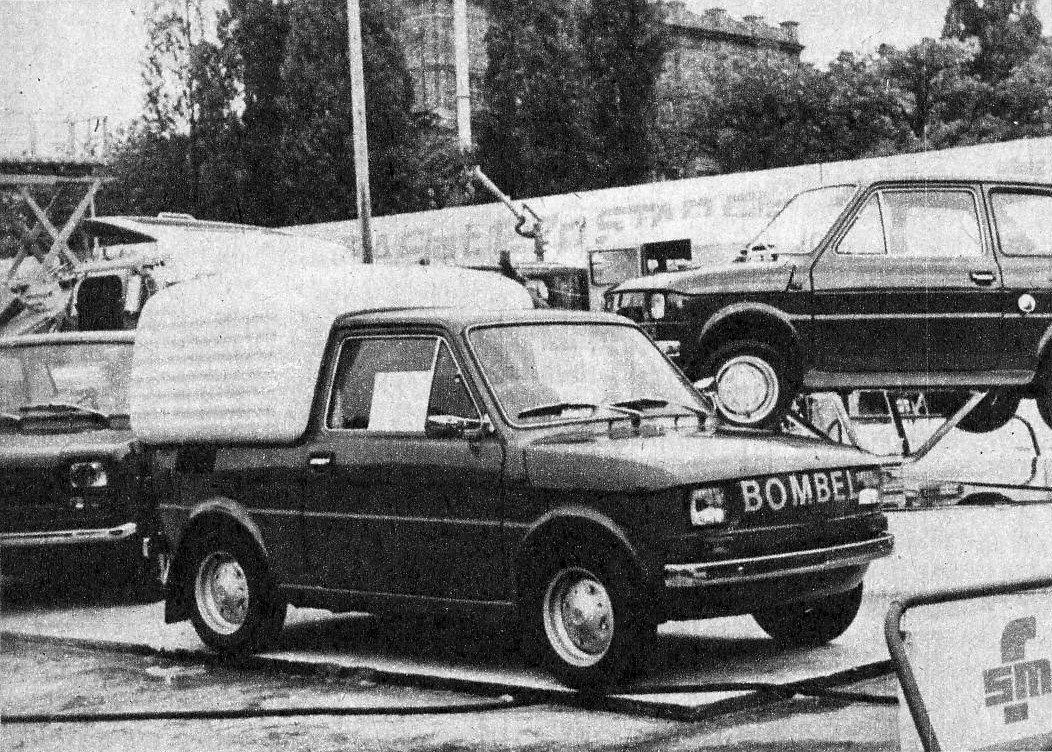
Polski Fiat 126p BOMBEL
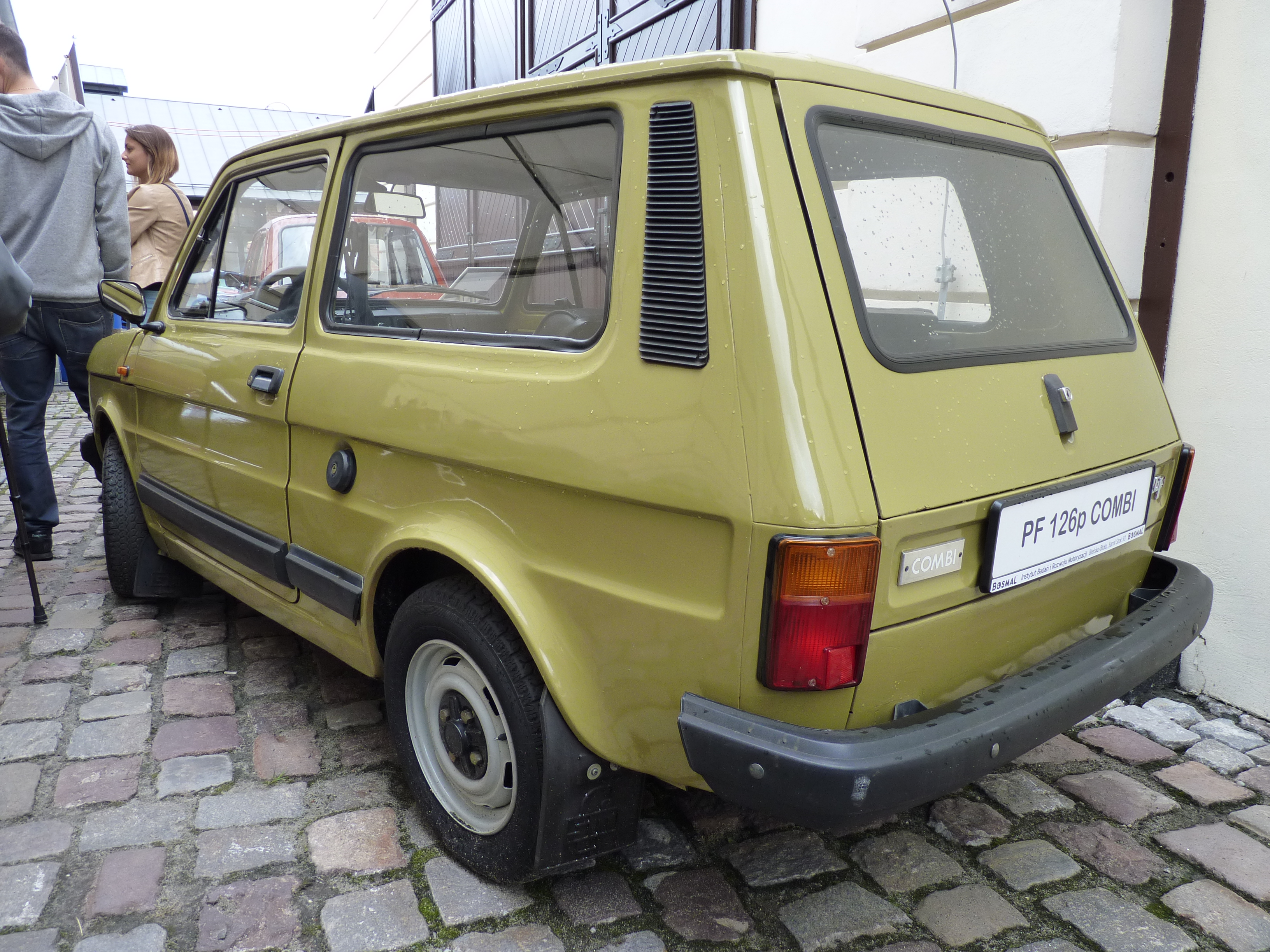
Polski Fiat 126p Kombi - tył
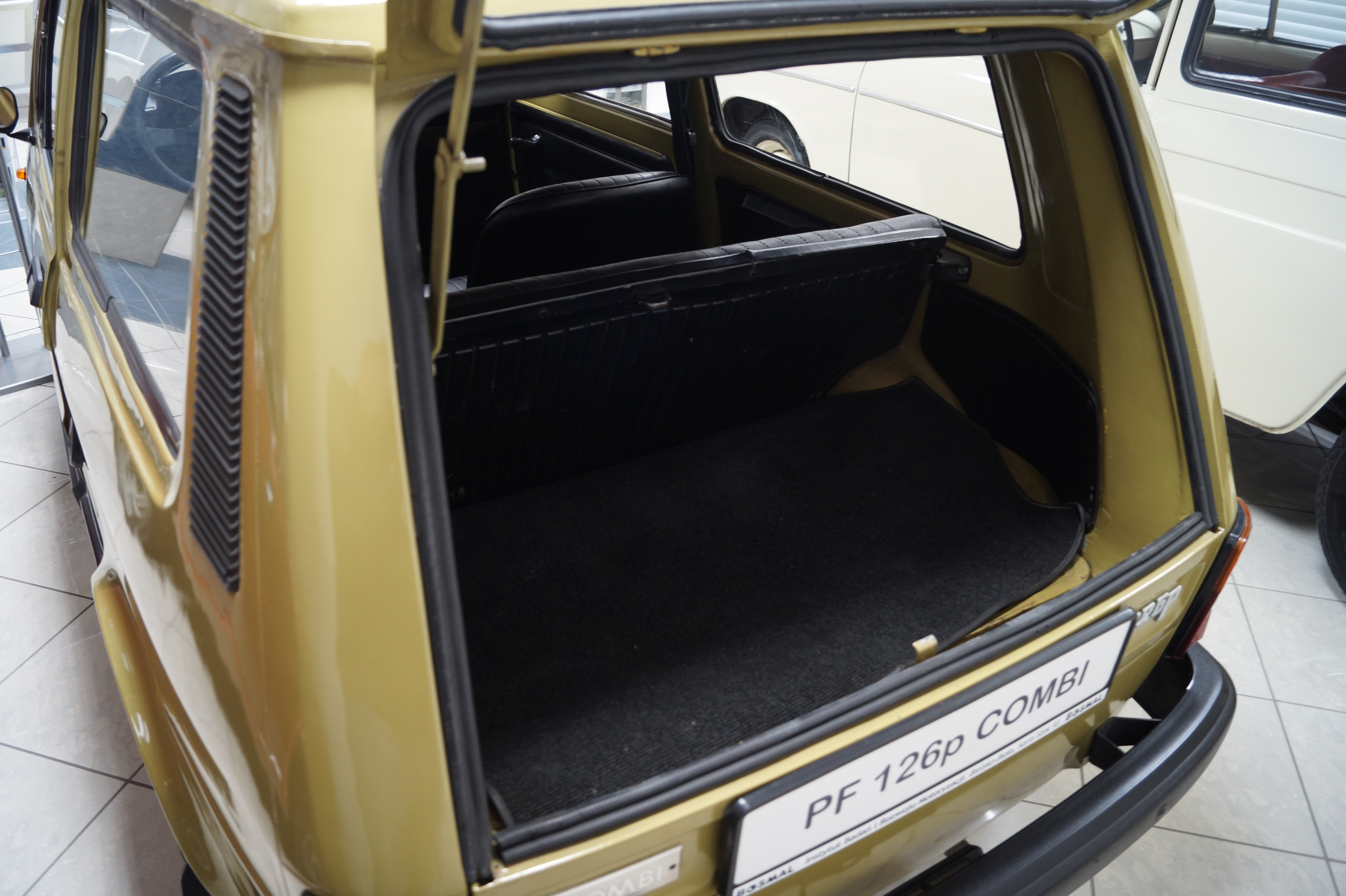
Polski Fiat 126p Kombi - tylny bagażnik

W rysunkach pozostały natomiast m.in. wspomniana wersja pojazdu terenowego, różne stylizacje małego fiata o napędzie przednim oraz jego sportowa wersja - projekt FC.

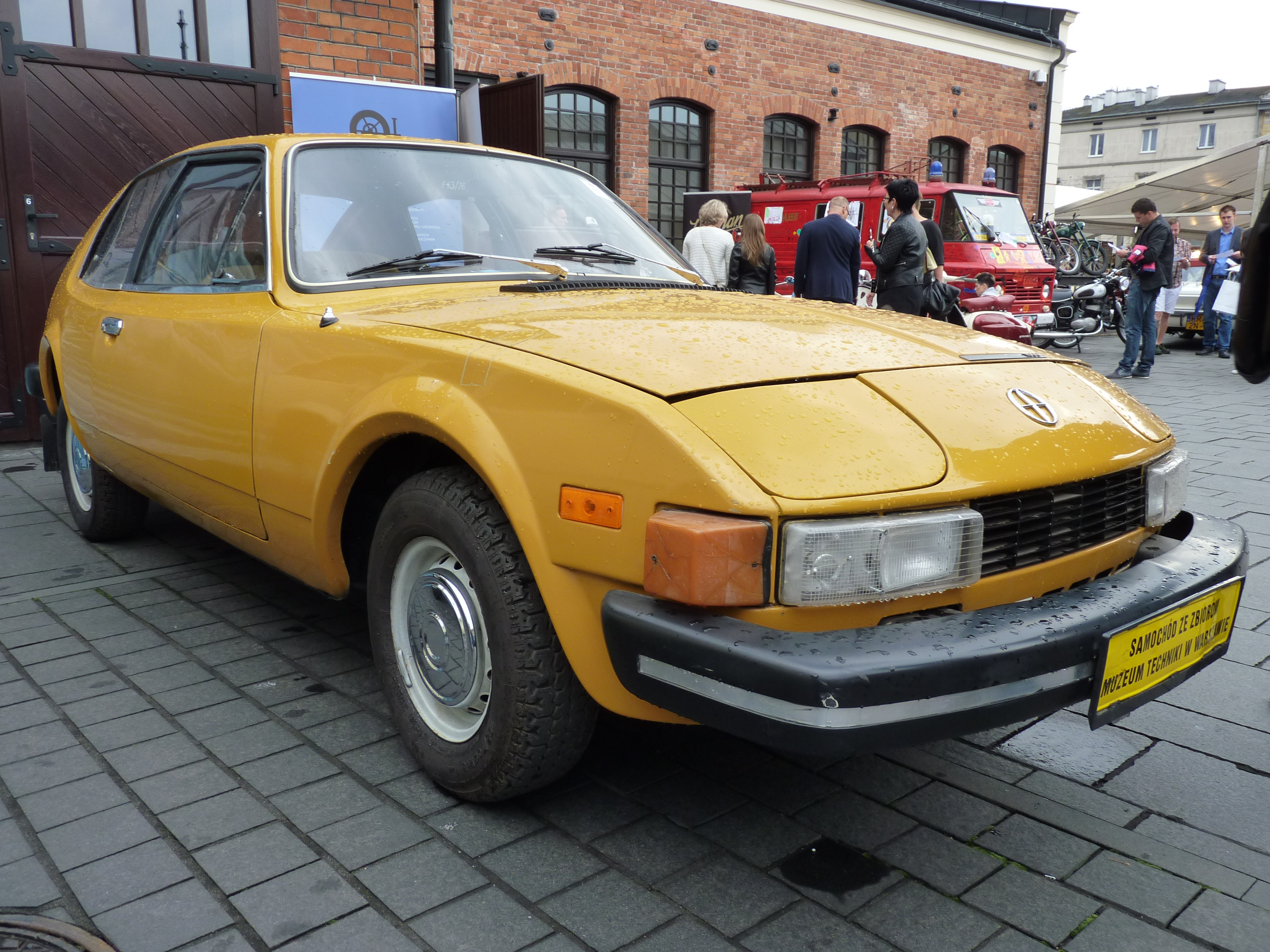
Studium samochodu FSO Ogar LS

W niezmienionym składzie nieformalny zespół designerski Nawrota zaprojektował również dla FSO analogiczny sportowy koncept o bardzo podobnej stylistyce. Ogar oparty był na płycie podłogowej Polskiego Fiata 125p i miał nadwozie z laminatu szklano-epoksydowego. Masywne zderzaki i oświetlenie obrysowe korespondują z planami eksportowymi na rynek północnoamerykański, które fabryka miała w tamtym okresie. Zbudowany w 1977 roku samochód pozostał prototypem.
Pozostałe prace studialne dla FSO, powstałe w 1978 roku, to projekt terenowego samochodu R wykorzystujący napęd PF 125p i wizja auta kompaktowego 1,2 X, gdzie Wybieralskiego w zespole projektowym zastąpił Tomasz Migurski. W tym samym roku i - składzie projektantów powstała propozycja samochodu dla programu badawczo-rozwojowego 1000 realizowanego przez Bosmal. Bielski ośrodek wybrał jednak dla przyszłego Beskida stylizację prof. Krzystofa Meisnera.
Ostatnim przedsięwzięciem zrealizowanym pod kierownictwem Nawrota w tym okresie była stylizacja planowanego przez lubelskiego producenta samochodów dostawczych następcy Żuka. Ukończony w 1980 roku projekt samochodu 25/35 powstawał w licznym zespole obejmującym poza Zygmuntem Grochowskim Pawła Balczerzaka, Grzegorza Niewczasa i Mariusza Stanowskiego z Wydziału Wzornictwa Przemysłowego warszawaskiej ASP. Studium cechowało się wyprzedzającym czas wzornictwem kojarzącym się z 6 lat późniejszym Fordem Transitem IV, czy 9 - restylingiem Renault Trafic. Następca Żuka zmaterializował się jako Lublin 13 lat później, w dużo bardziej zachowawczej stylizacji zakładowego biura konstrukcyjnego.
Więcej szczęścia miały pozamotoryzacyjne projekty z tego okresu. Do produkcji trafiły zaprojektowane pod koniec dekady z Migurskim aparaty medyczne dla zabrzańskiego Temedu i magnetowid studia telewizyjnego MTV 800 opracowany na zlecenie Ośrodka Badawczo-Rozwojowego Telewizji w zespole pod kierunkiem Wybieralskiego, specjalizującego się w sprzęcie elektronicznym.

### Stracone lata 80.
Karnawał Solidarności, stan wojenny i postępująca zapaść gospodarcza nie były dobrym okresem dla wdrażania nowych produktów. Niezrealizowane pozostały projekty robota i innych zmechanizowanych sprzętów kuchennych dla zjednoczenia Predom powstałe jeszcze w 1981 roku. Taki sam los spotkał powstałe w kolejnych latach dwie nowe kabiny dla linii ciągników rolniczych MF i C Zakładów Przemysłu Ciągnikowego Ursus.
W mocno zmienionej formie i tylko niektóre elementy studium modernizacji nadwozia samochodu FSO Polonez z 1984 roku zaczęły się pojawiać w produkcji od wersji MR 87. Projektem pozostała Sella, nowa stylizacja nadwozia dla samochodu FSO Wars z 1986 roku (ostatnie przedsięwzięcie zrealizowane z Zygmuntem Grochowskim, zmarłym w roku jego realizacji). Program badawczo-rozwojowy Warsa został przerwany rok później z powodu finalizacji rozmów licencyjnych z Fiatem. Gdy w 1988 roku negocjacje zostały zerwane na krótko powrócono do koncepcji wdrożenia rodzimego projektu. Nawrot przygotował wtedy kolejną, bardziej konserwatywną w stosunku do Selli, stylizację nadwozia.
W podobnej sytuacji, między własną konstrukcją a licencją, była bielska Fabryka Samochodów Małolitrażowych. Nawrot dwukrotnie w 1986 i 88 roku przygotował bardzo starannie opracowane ergonomicznie wnętrza i deski rozdzielcze dla bazowego Beskida (model wielkości naturalnej) i jego kolejnej wersji (element kompletnej makiety pojazdu). Po decyzji o wdrożeniu do produkcji licencyjnego Cinquecento a jeszcze przed jej podjęciem projektant opracował dla Bosmalu tzw. program E - rodzinę nadwozi o powiększonej pojemności, liczbie drzwi i - użytkowych, opartych na włoskim aucie. Niektóre z nich były w późniejszych latach doprowadzone do prototypów, nie wdrożono jednak do produkcji żadnego z nich.

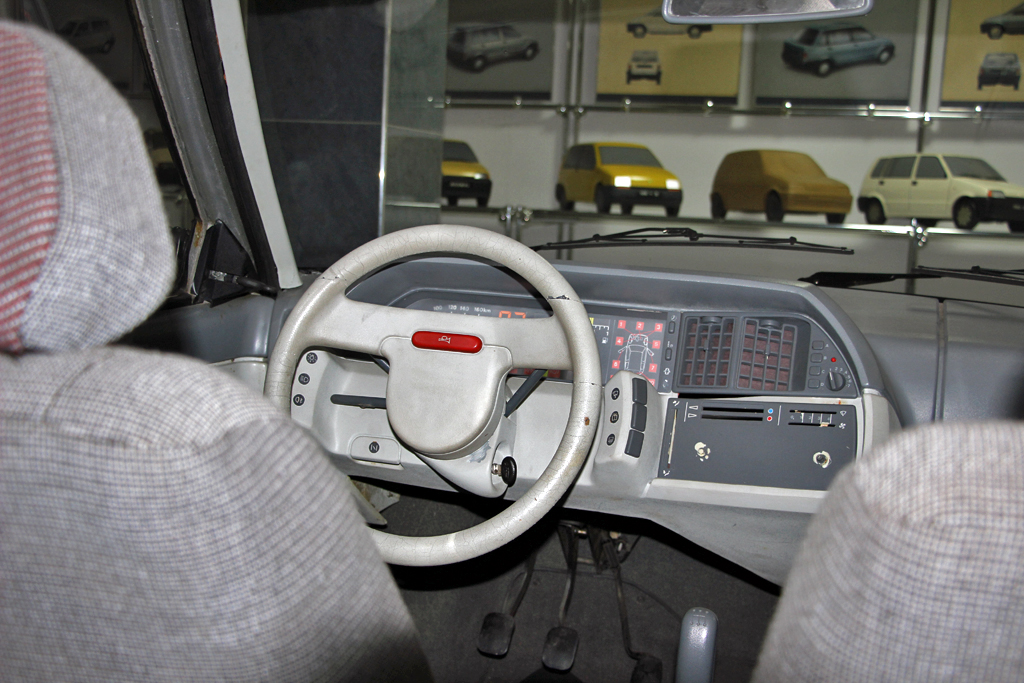
Wnętrze makiety rozwojowej wersji Beskida
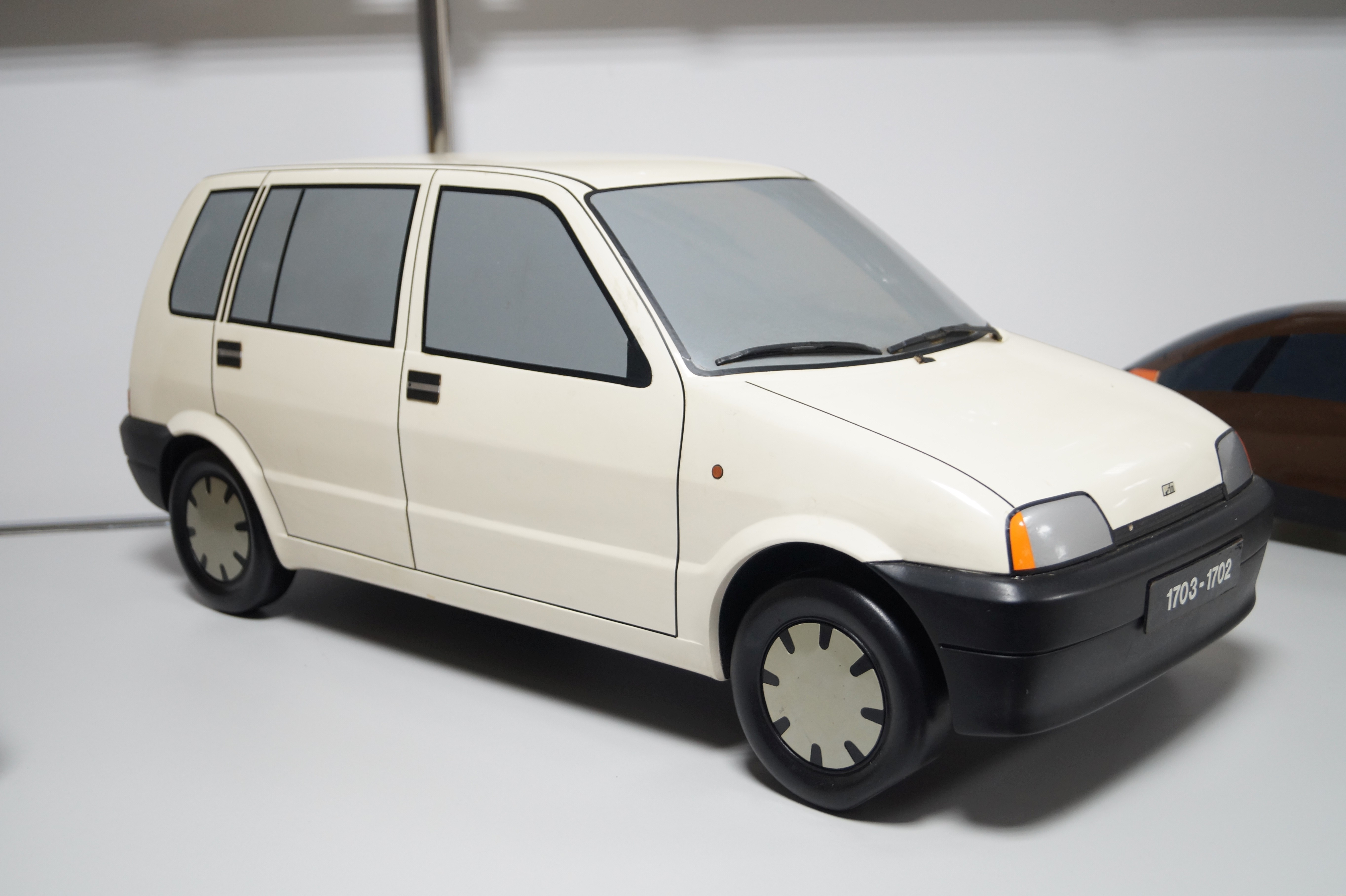
program nadwozi E - kombi
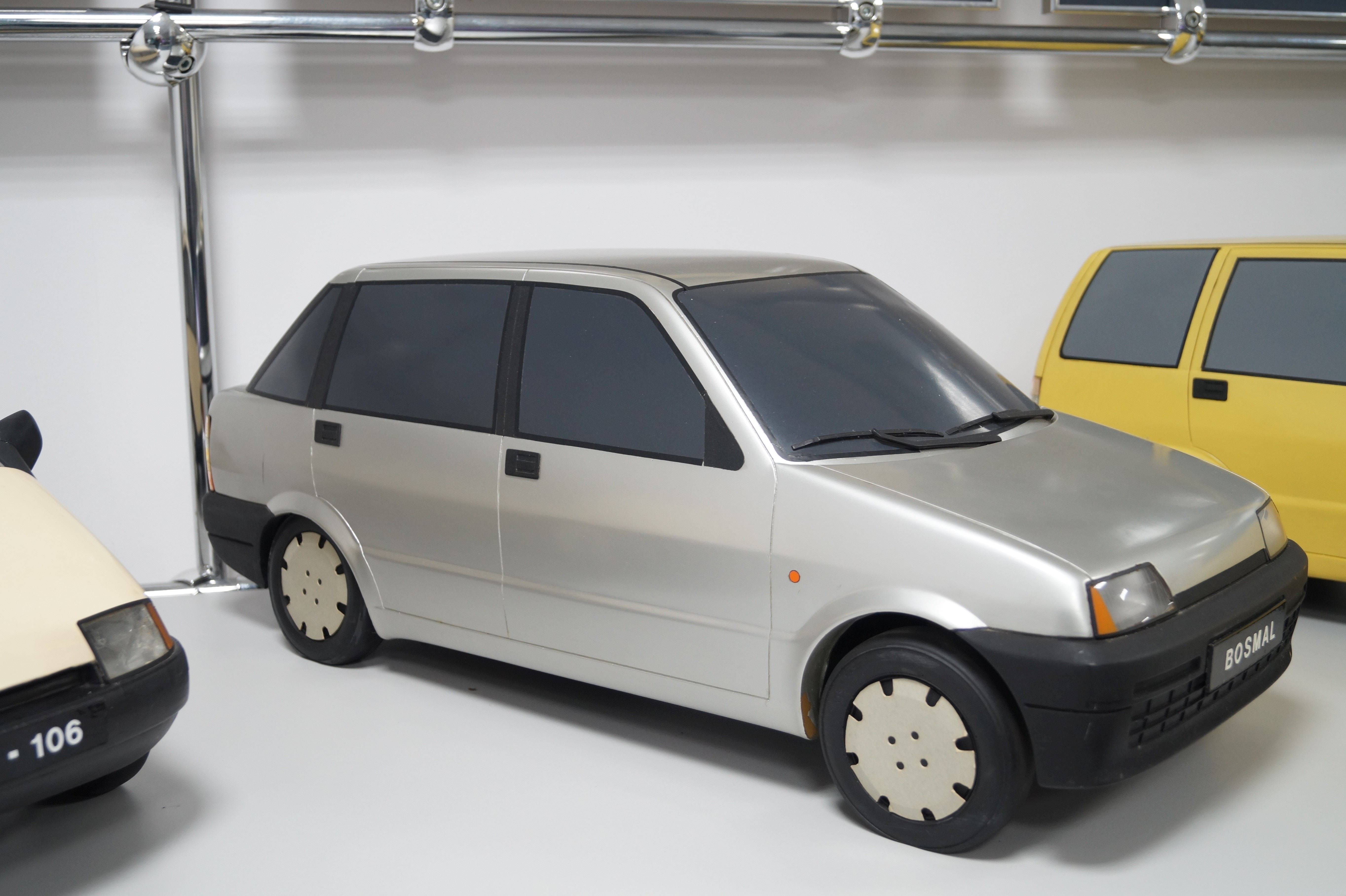
program nadwozi E - sedan
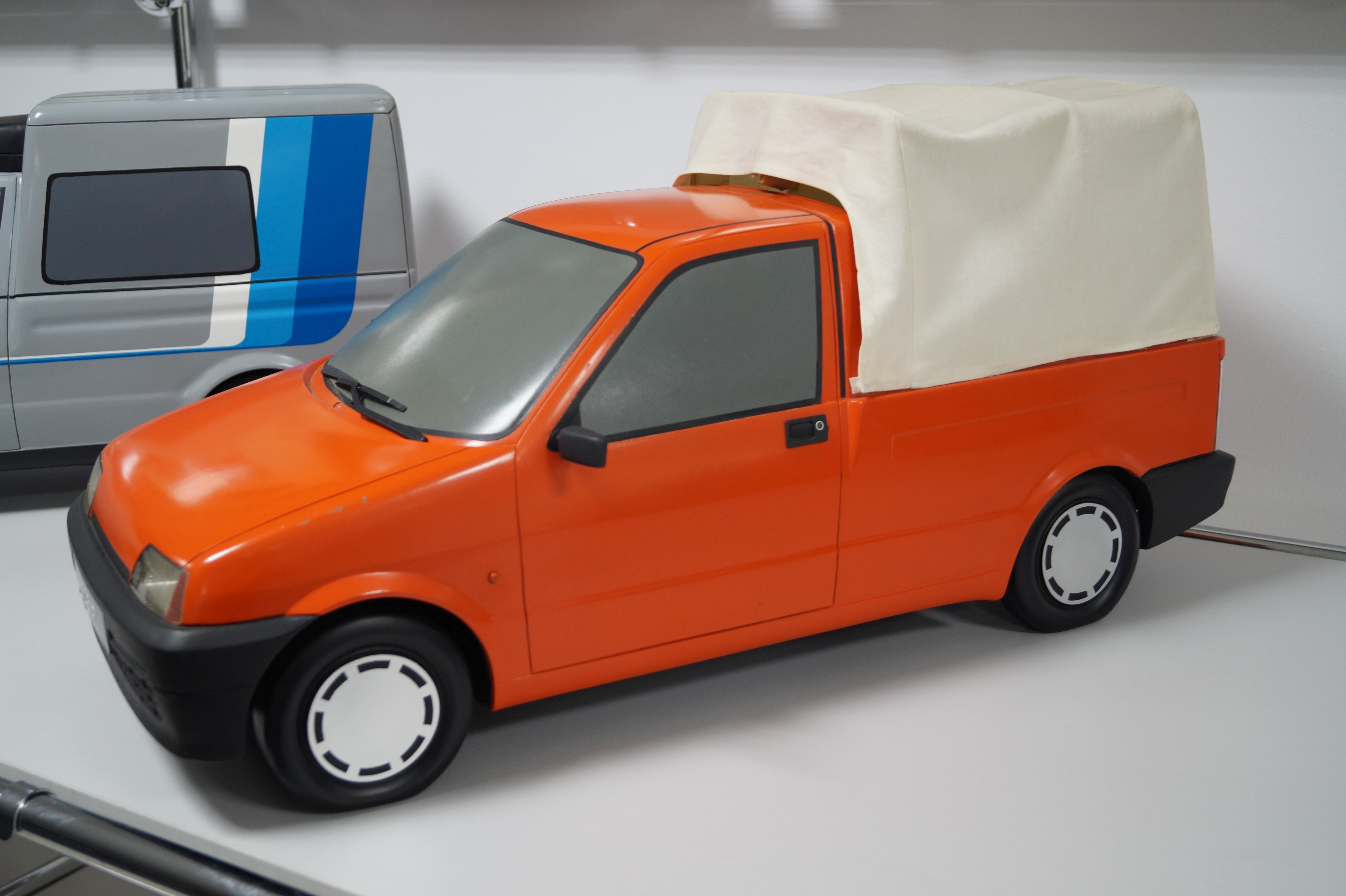
program nadwozi E - pick-up
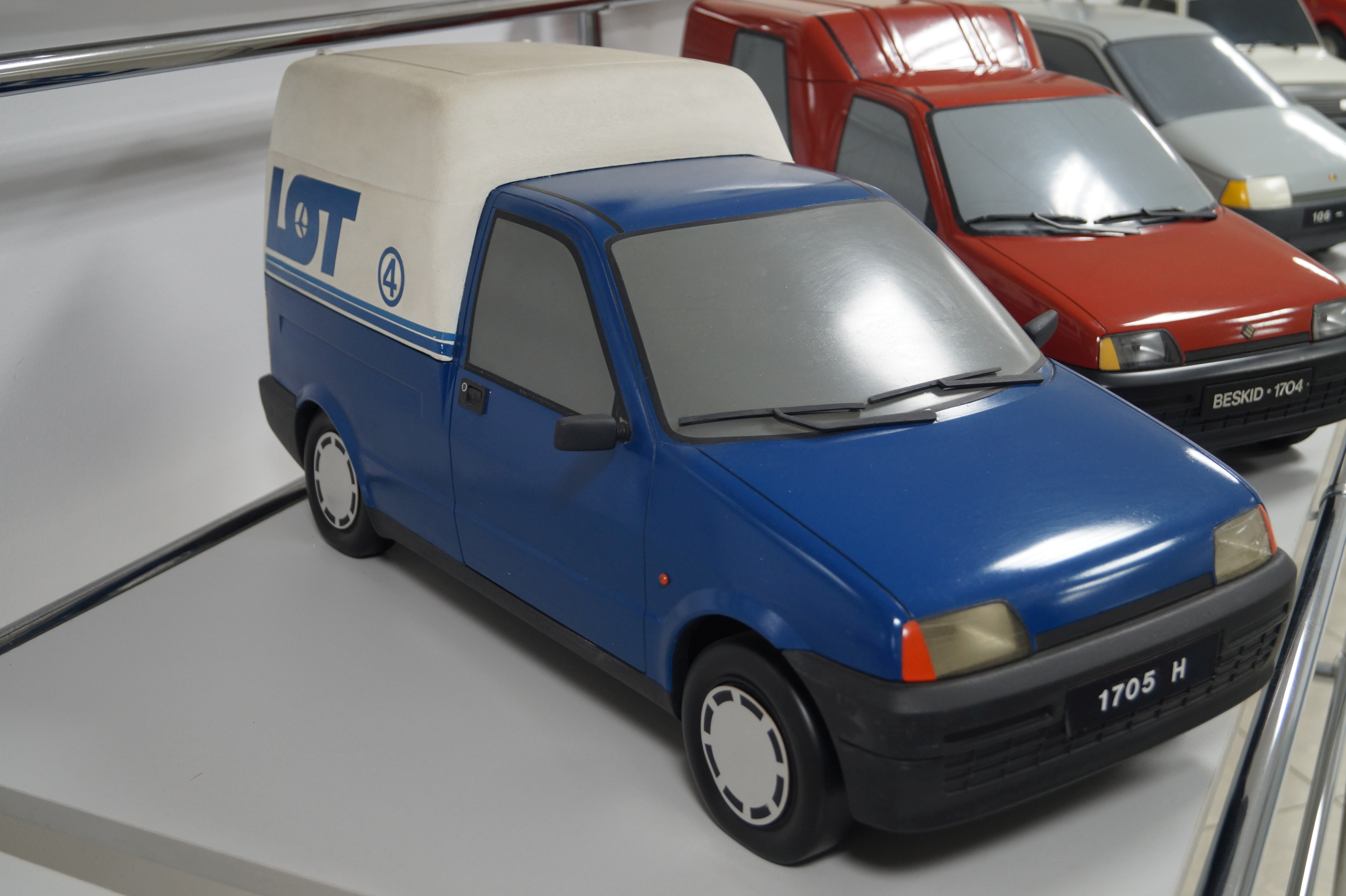
program nadwozi E - furgon
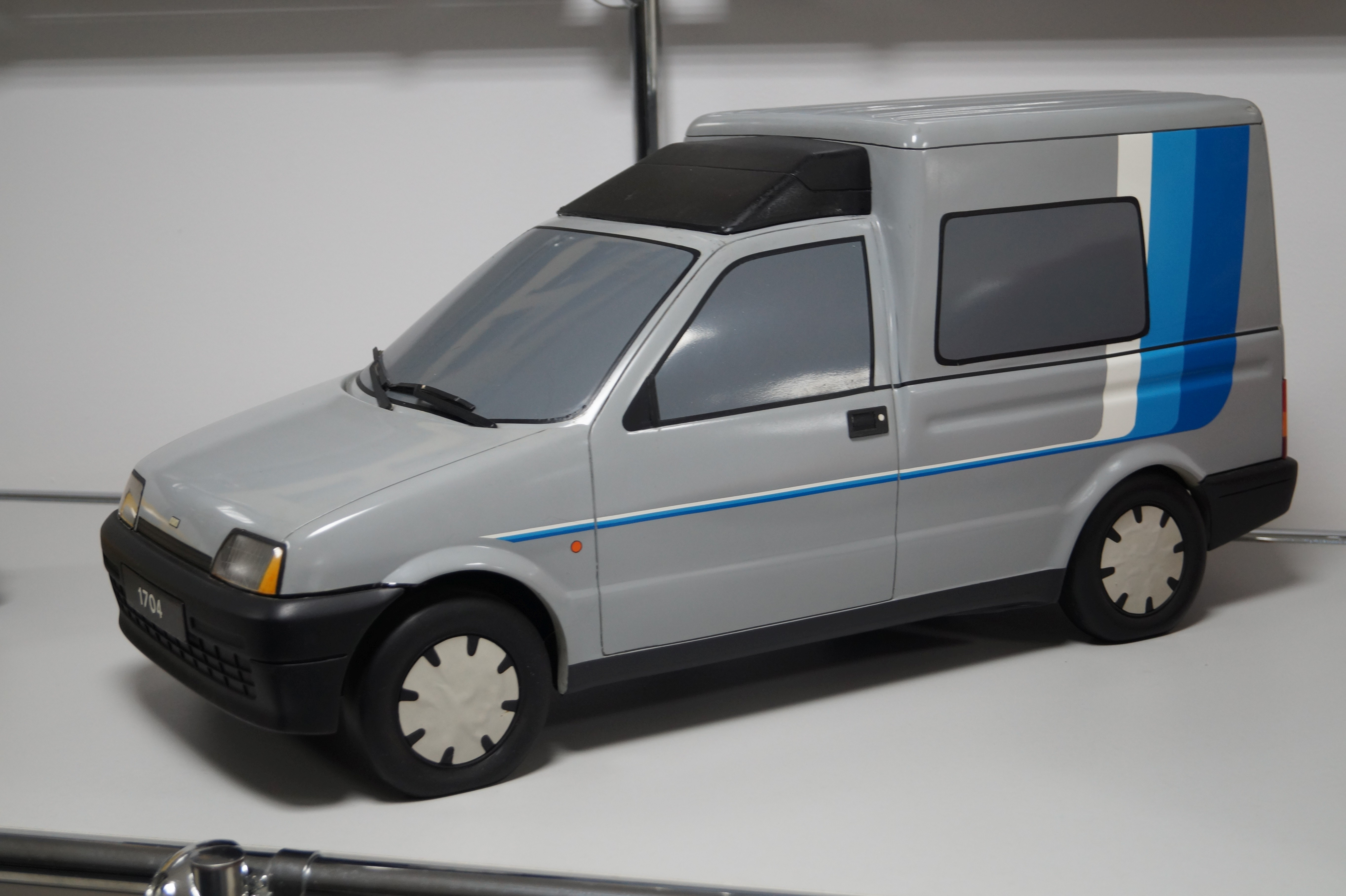
program nadwozi E - towos

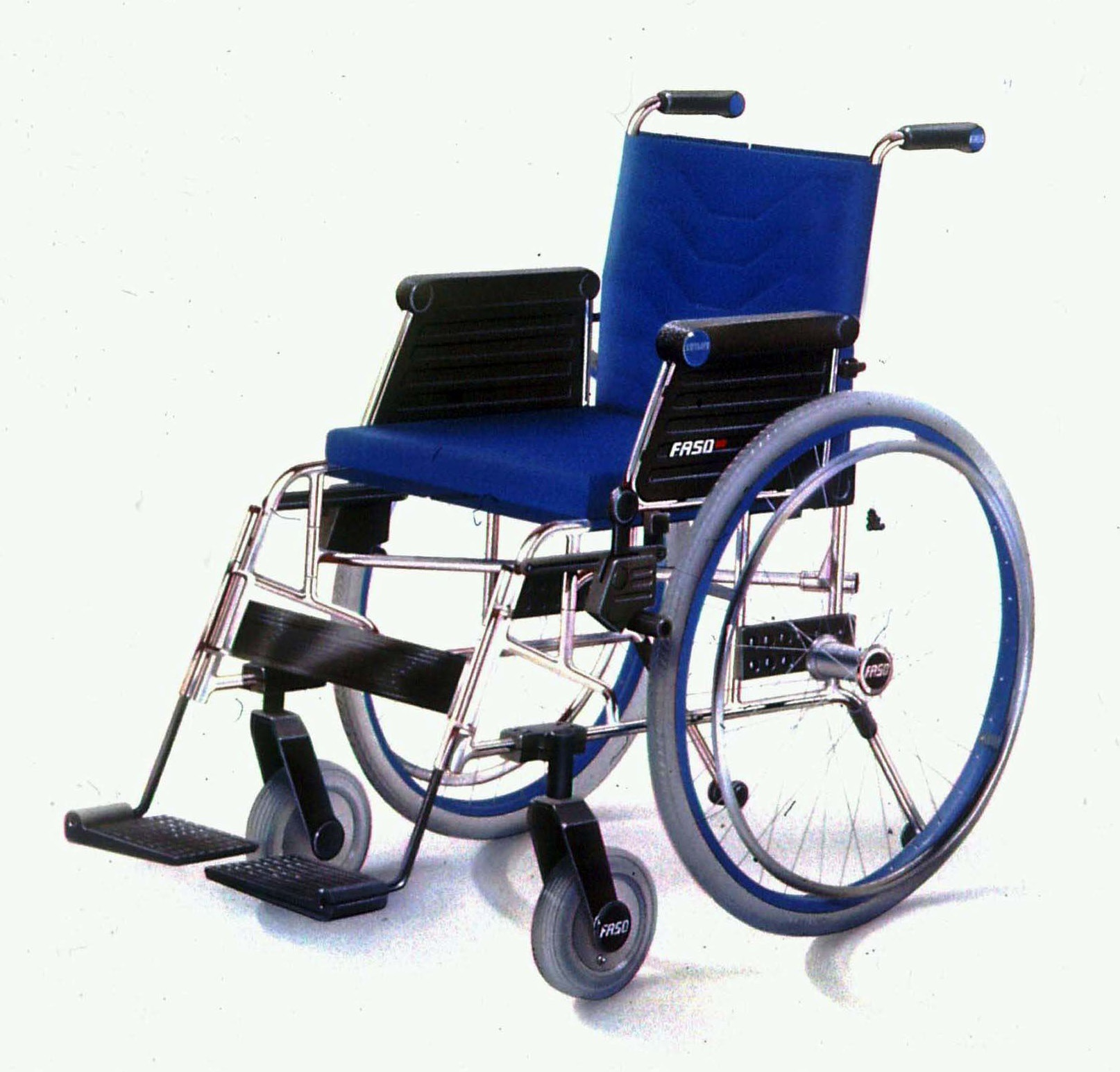
Wózek inwalidzki FASO Active

Jedyną z zaprojektowanych w latach 80. konstrukcji produkowaną seryjnie był model Active wózka inwalidzkiego marki Faso, używanej przez Warszawskie Zakłady Sprzętu Ortopedycznego. Projekt wózka powstał w 1988 roku we współpracy z Wojciechem Olczakiem, do produkcji trafił już po transformacji ustrojowej.

### Nowe otwarcie w nowych czasach

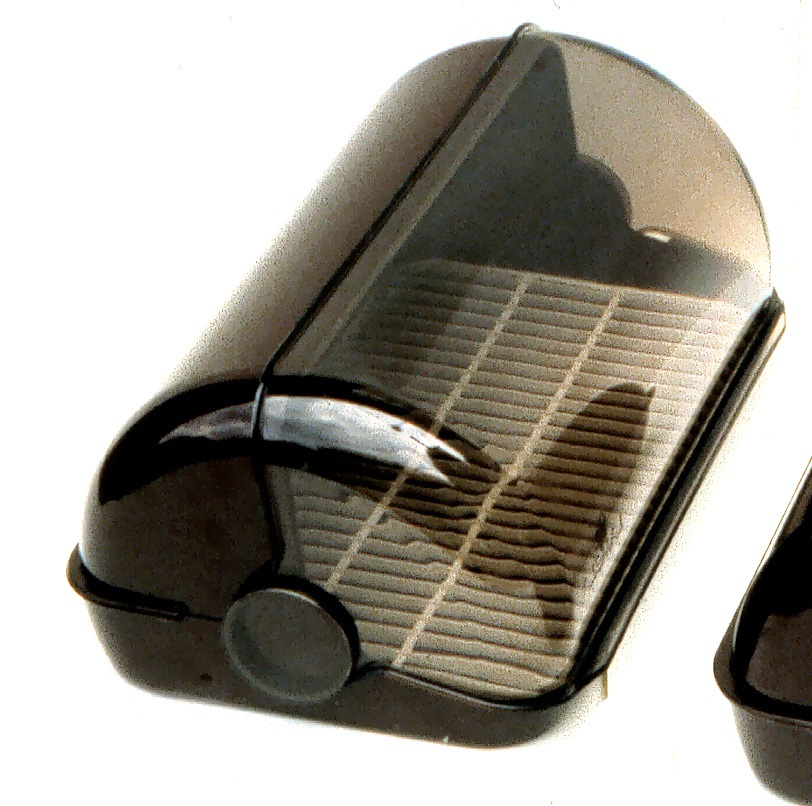
Pojemnik na chleb projektu Nawrota i Wybieralskiego

Czas transformacji ustrojowej to wielka aktywność rosnącego sektora prywatnego, zarówno jako wytwórców produktów potrzebujących formy jak i wchodzących na rynek firm zajmujących się projektowaniem. Nawrot w tym czasie brał udział w nadawaniu formy najróżniejszym przedmiotom, jak choćby systemowi klocków współpracujących z Lego. Stworzył też wtedy wspólnie z Wybieralskim cały czas produkowany pojemnik na chleb dla firmy Lamela z Łowicza (1993), przedmiot który powstał najprawdopodobniej w największej liczbie egzemplarzy spośród jego projektów.

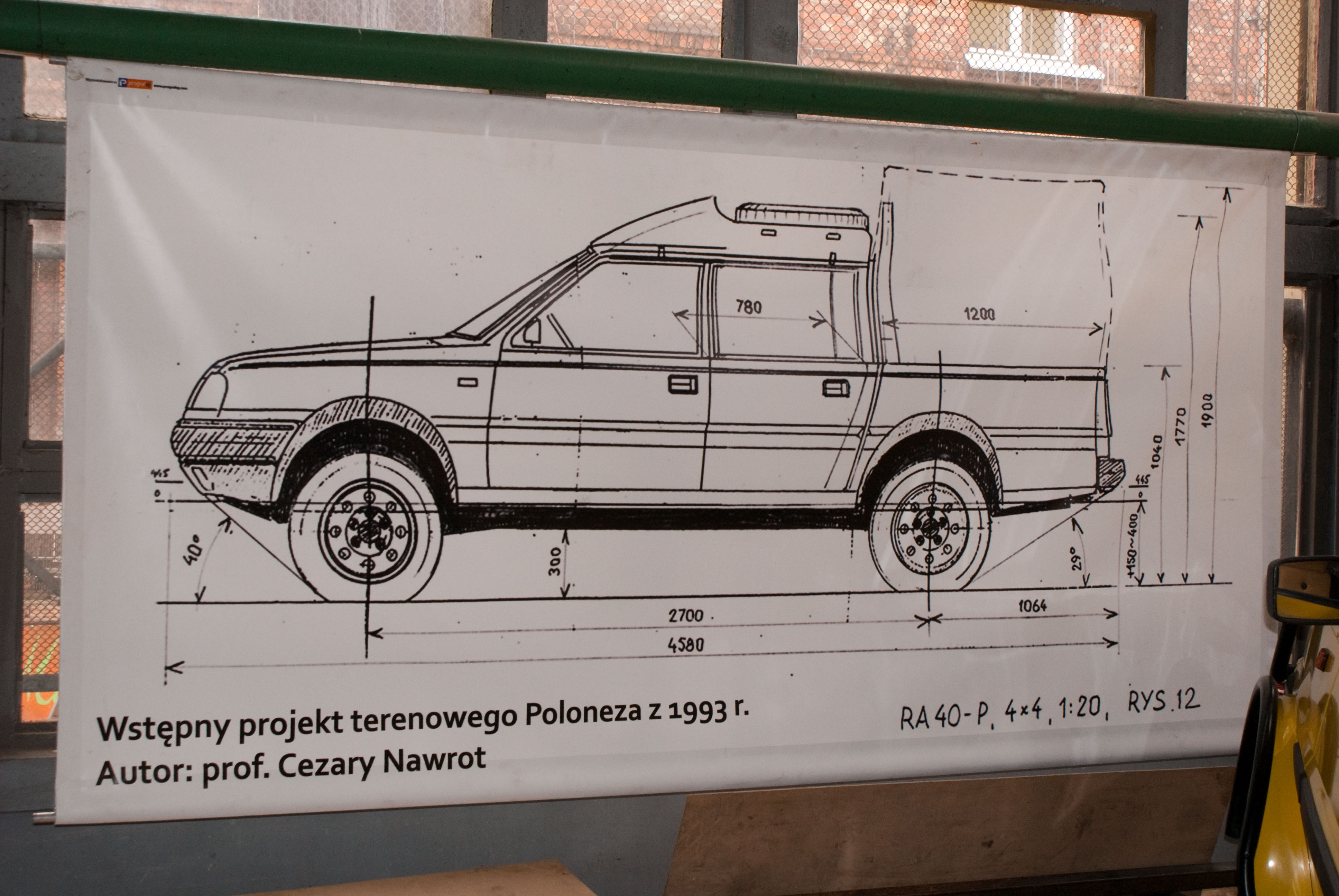
Wstępny projekt Poloneza Analoga

W tym samym roku Nawrot został przewodniczącym rady nadzorczej Agencji Artystycznej ASP 3a, firmy m.in. pośredniczącej między projektantami z warszawskiej ASP a rosnącym rynkiem zamawiających projekty, mającej być nowym ZAB-em dla gospodarki rynkowej. Również w tym roku pojawiły się pierwsze efekty pracy projektanta dla polskiego oddziału przedsiębiorstwa inżynieryjno-projektowego Rücker. Na zamówienie FSO firma przygotowała m.in. propozycję stylizacji samochodu terenowego na bazie napędu Poloneza, a także koncepcję rodziny modeli pochodnych tego auta jego projektu. Wersja kombi została zrealizowana w postaci w pełni funkcjonalnego jeżdżącego prototypu. Nawrot przygotował też projekt plastyczny kolejnego pojazdu terenowego, wykorzystujący już nie tylko napęd ale i część karoserii auta bazowego, który rok później zmaterializował się w postaci prototypów samochodu Polonez Analog.
Na zamówienie Instytutu Mechanizacji Budownictwa i Górnictwa Skalnego projektant stworzył również w 1993 roku wszechstronnie przebadany od strony funkcjonalności i ergonomii prototyp zunifikowanego stanowiska sterowania maszyn roboczych. W następnych latach powstały stylizacje serii koparek dla zakładów Waryńskiego (jedna z nich została zrealizowana w prototypie), 20-t. wywrotki dla Fadromy i oparta na wcześniejszym prototypie kabina ładowarki Ł-500, która trafiła do produkcji w Hucie Stalowa Wola (1998, z Wojciechem Mikołajewskim i Piotrem Łuszczewskim).

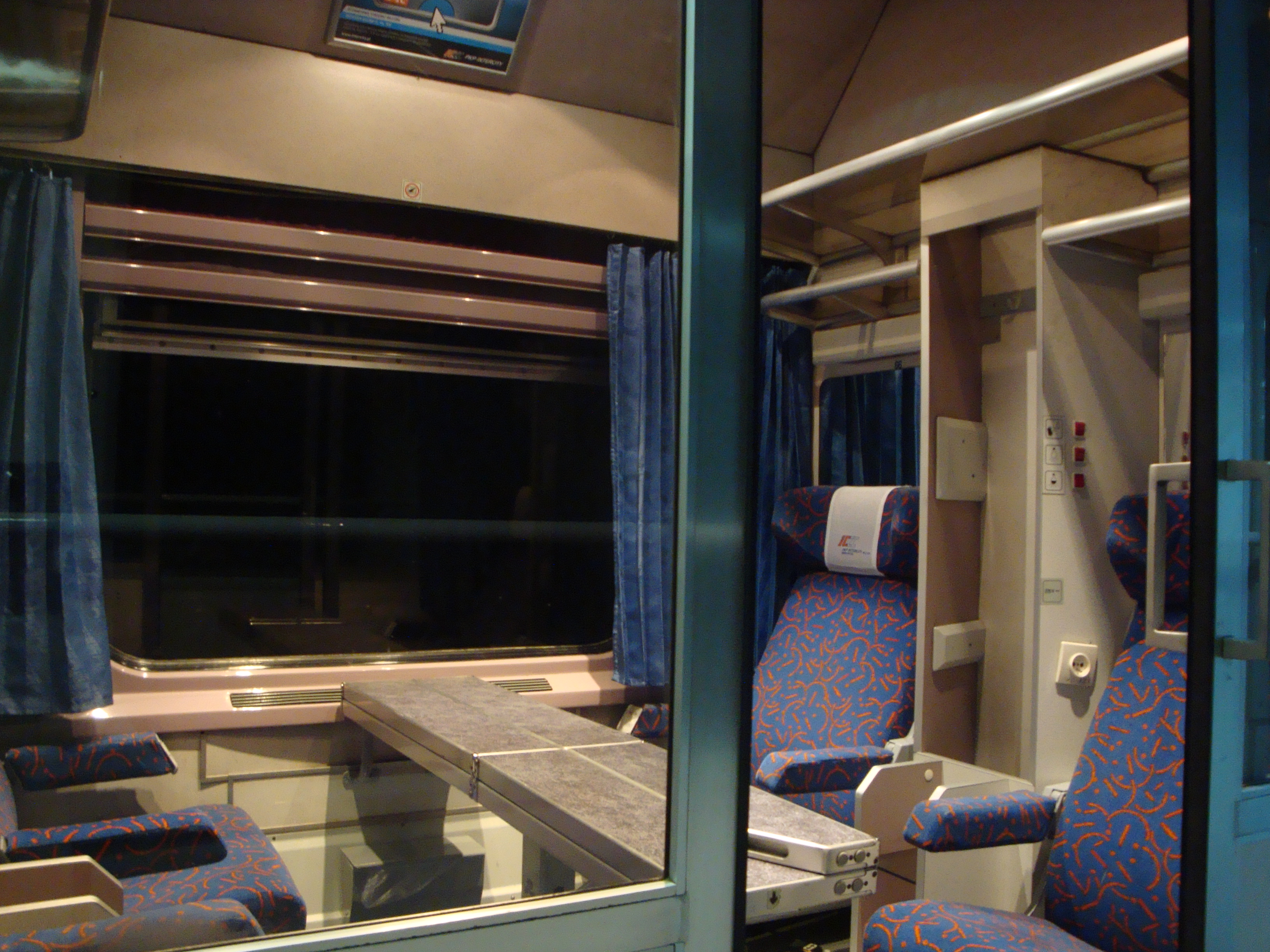
Przedział klasy biznes

Branżą, z którą Nawrot wyjątkowo owocnie współpracował w ostatnim okresie aktywności, był transport szynowy. Na zlecenie Dyrekcji Generalnej Polskich kolei Państwowych stworzył w 1991 roku z Mikołajewskim i Olczakiem kompleksowy program modernizacji wnętrz wagonów osobowych. Do 1998 roku powstało na tej podstawie 18 projektów, w dużej części stosowanych przez poszczególne Zakłady Naprawcze Taboru Kolejowego. Ich cechą wspólną było szerokie zastosowanie laminatów na powierzchniach ścian i sufitu. Według poszczególnych projektów modernizowano m.in. kabiny WC w ZNTK Bydgoszcz, wagony barowe w ZNTK Nowy Sącz, przedziały w wagonach 1. klasy w ZNTK Ostrów Wlkp., przekształcano część przedziałów na nieobecny ówcześnie na PKP standard biznes (ZNTK Pruszków i Fabryka Pojazdów Szynowych - H. Cegielski Poznań).

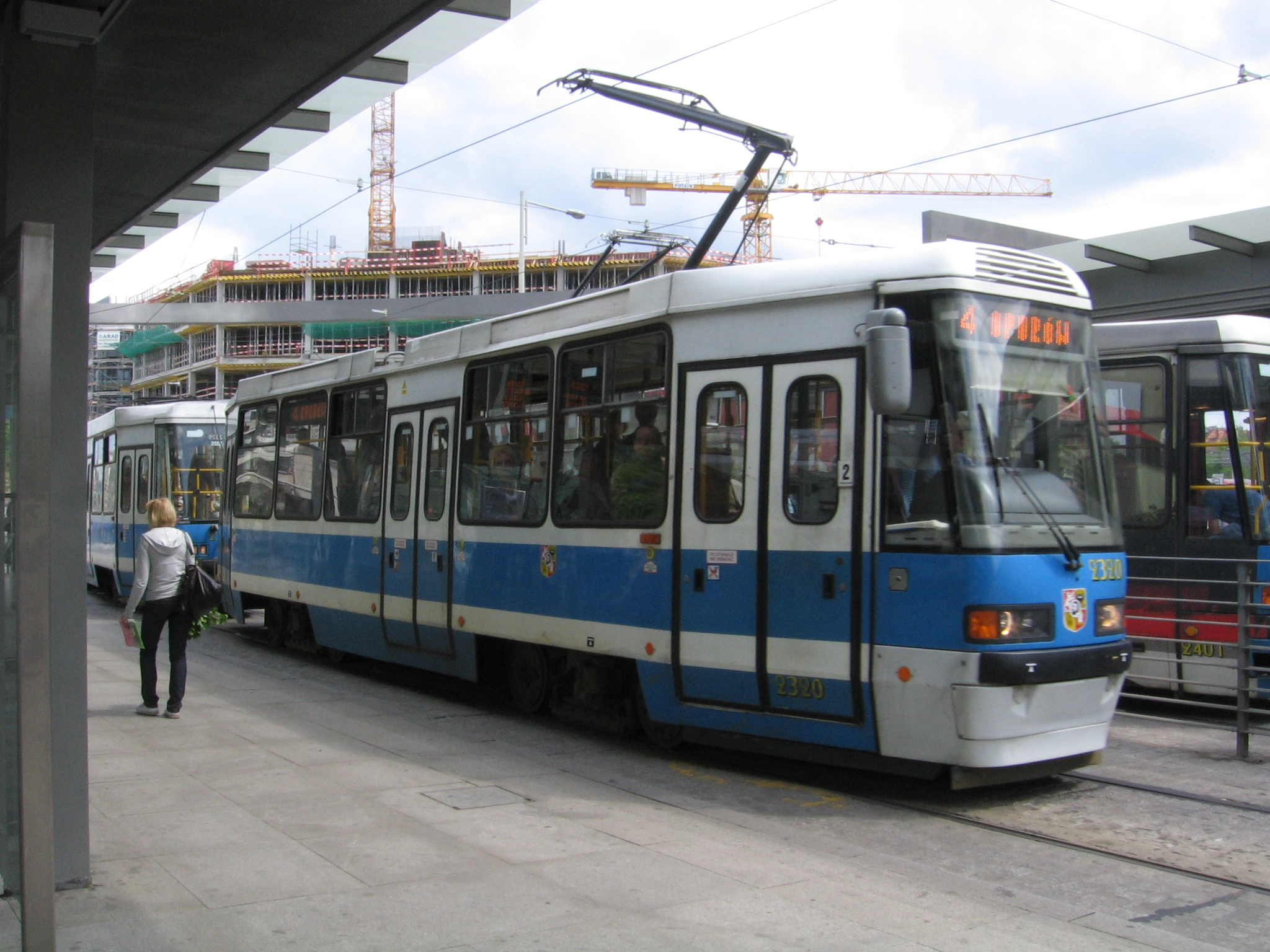
Tramwaj Protram 105NWr

W 2001 roku Nawrot był projektantem bryły tramwaju, którą w firmie Rücker Polska zamówił Alstom Konstal. Rok później powstała propozycja modernizacji tramwajów Konstal 105N zamówiona tą samą drogą przez firmę Bella z Czosnowa, producenta struktur z laminatów. Docelowymi miejscami modernizacji miały być warsztaty miejskich zajezdni tramwajowych w Polsce, gdzie konstrukcja z 1973 roku nadal stanowiła dominującą grupę taboru. Na realizację takiego przedsięwzięcia zdecydowała się firma Protram z Wrocławia, wydzielona w wyniku restrukturyzacji z MPK we Wrocławiu jego część warsztatowa. W latach 2005–10 wrocławskiemu przewoźnikowi dostarczono 110 zmodernizowanych tramwajów Protram 105NWr. Stylizacja Nawrota widoczna jest też w późniejszych produktach firmy.

Logotyp PKP Intercity

W 2002 roku projektant wspólnie z Wojciechem Wybieralskim przygotował propozycje modernizacji maszyn do szycia dla radomskiego Łucznika. Ostatnim zrealizowanym przez Nawrota przedsięwzięciem było opracowanie w tym samym roku nowej identyfikacji wizualnej PKP Intercity. Jej elementy zaprojektowane wspólnie z Jackiem Surawskim, w tym logotyp, używane są przez przewoźnika do dziś.

### Życie prywatne
Był żonaty, miał córkę Ewę. 
Miejsce spoczynku

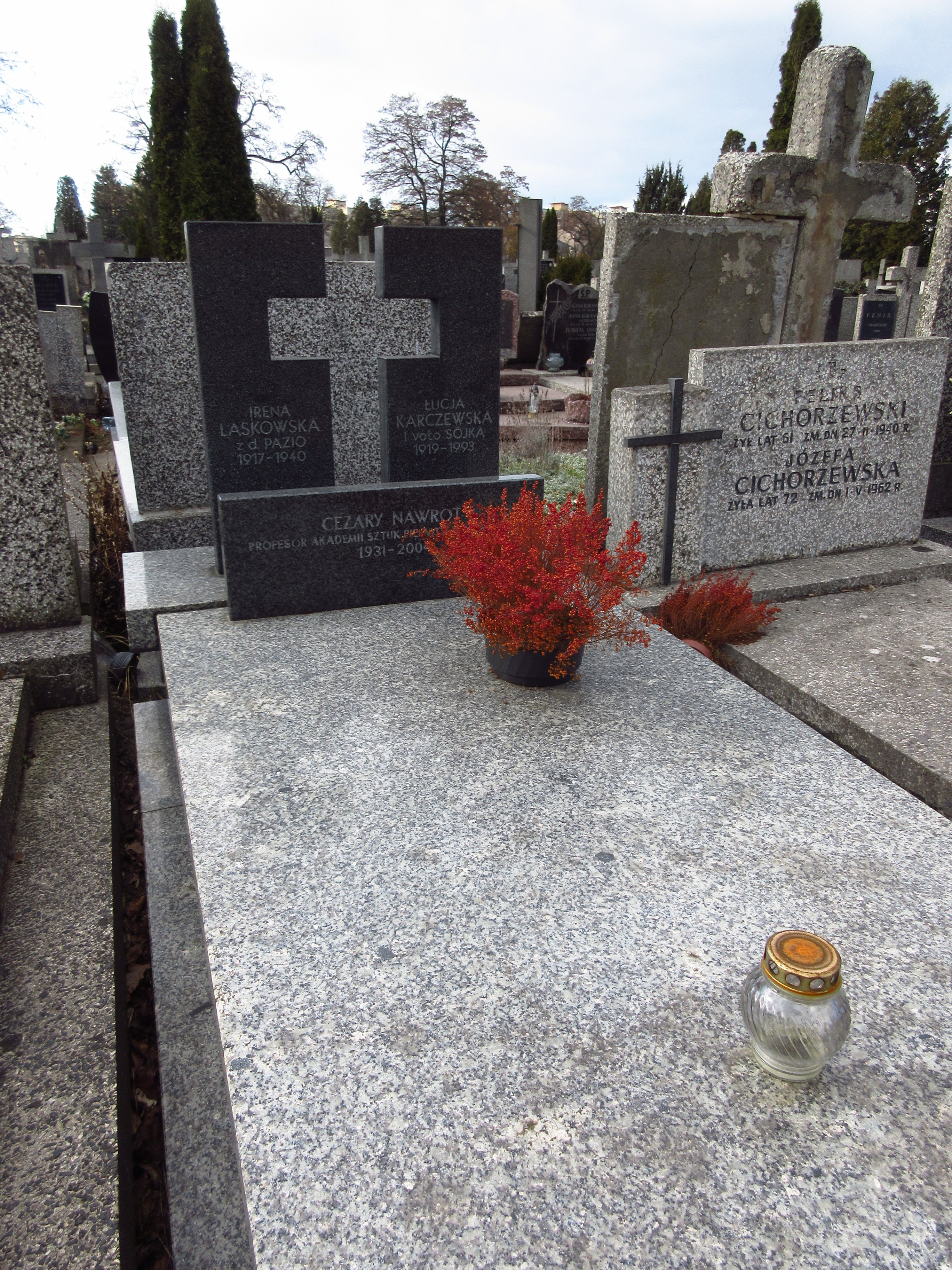
Grób profesora Cezarego Nawrota na Cmentarzu Bródnowskim.

Pochowany na cmentarzu Bródnowskim w Warszawie (kwatera 68C-I-17).

## Działalność dydaktyczna i naukowa[22]
Od 1958 roku był związany był z Akademią Sztuk Pięknych w Warszawie jako asystent a od 1960 - wykładowca. Od powstania na uczelni Wydziału Wzornictwa Przemysłowego, czego w 1977 roku był współinicjatorem, kierował jego Katedrą Wiedzy o Projektowaniu. Tytuł naukowy docenta uzyskał w 1980 roku, profesorem nadzwyczajnym uczelni został w roku 1991, od 1997 roku został nominowany profesorem zwyczajnym. W latach 1984–90 pełnił funkcję dziekana wydziału. Od 1997 roku związany był także z Akademią Sztuk Pięknych im. Władysława Strzemińskiego w Łodzi jako kierownik Pracowni Technik Przemysłowych a następnie, na rok przed śmiercią - Katedry Projektowania na ówczesnym Wydziale Form Przemysłowych. Był promotorem kilkudziesięciu prac dyplomowych w przeważającej części z dziedziny wzornictwa motoryzacyjnego.
W latach 1987–90 był członkiem Rady Naukowej Ośrodka Badawczo-Rozwojowego Samochodów Małolitrażowych BOSMAL w Bielsku-Białej, 1991–97 - Instytutu Wzornictwa Przemysłowego. Od 1994–98 roku był profesorem Przemysłowego Instytutu Motoryzacji.

## Znaczenie
Nawrot wraz z inżynierami Władysławem Kolasą i Stanisławem Łukaszewiczem był pionierem zastosowania tworzyw sztucznych do budowy nadwozi samochodowych w polskim przemyśle motoryzacyjnym. Obok Krzysztofa Meisnera, Janusza Zygadlewicza, Jerzego Ginalskiego, Zdzisława Beksińskiego, Zbigniewa Wattsona i Juliana Kamińskiego był twórcą nowoczesnego designu motoryzacyjnego w Polsce. Mimo że żaden z jego całościowych projektów samochodów nie był produkowany seryjnie (oprócz głębokich modyfikacji Warszawy sedan i kombi oraz Syreny Bosto) to prototypowe realizacje Syreny Sport i Ogara nabrały statusu kultowych pojazdów. Paradoksem jest to że najbardziej rozpowszechnionym przedmiotem zaprojektowanym przez Nawrota jest prosta forma pojemnika na chleb a najbardziej znane i rozpoznawane jego realizacje to dwa logotypy (FSO i PKP Intercity) spinające klamrą jego drogę twórczą, mimo że pomiędzy tymi projektami w ogóle nie zajmował się tworzeniem identyfikacji wizualnych.